# Ninh Bình
Ninh Bình là tỉnh nằm ở cửa ngõ phía Nam của thủ đô Hà Nội và thuộc vùng Đồng bằng sông Hồng, miền Bắc, Việt Nam. Theo dữ liệu Sáp nhập tỉnh, thành Việt Nam 2025, Ninh Bình có diện tích là 3.943 km² (xếp thứ 31); dân số là 4.412.264 người (xếp thứ 6); GRDP năm 2024 đạt 310.282.050 triệu VNĐ (xếp thứ 11); thu ngân sách năm 2024 đạt 55.018.945 triệu VNĐ (xếp thứ 6); thu nhập bình quân đạt 69,91 triệu VNĐ/năm (xếp thứ 7).
Vùng đất Ninh Bình xưa là kinh đô Hoa Lư của Việt Nam giai đoạn 968 – 1010, và cũng là nơi phát tích 4 triều đại đế vương liên tiếp: Đinh, Lê, Lý, Trần với kỷ nguyên độc lập và thịnh trị lâu dài nhất trong lịch sử phong kiến Việt Nam. Đây cũng là địa bàn quan trọng về quân sự qua các thời kỳ lịch sử. Với vị trí đặc biệt về giao thông, địa hình, lịch sử văn hóa đồng thời sở hữu Quần thể di sản thế giới Tràng An và các danh hiệu khác do UNESCO trao tặng như: Khu dự trữ sinh quyển châu thổ sông Hồng, tín ngưỡng thờ Mẫu, ca trù, nghệ thuật chèo,... Ninh Bình là một trung tâm du lịch có tiềm năng phong phú và đa dạng.

## Địa lý

### Vị trí địa lý
Ninh Bình nằm ở vị trí ranh giới 3 khu vực địa lý: Tây Bắc, châu thổ sông Hồng và Bắc Trung Bộ. Tỉnh này cũng thuộc quy hoạch 2 vùng kinh tế: vùng Hà Nội và vùng duyên hải Bắc Bộ. Ninh Bình nằm ở trọng tâm của nửa phía Bắc Việt Nam, khu vực các tỉnh thành từ Huế trở ra, có vị trí địa lý:
- Phía Đông giáp tỉnh Hưng Yên qua sông Hồng,
- Phía Tây giáp tỉnh Thanh Hóa với ranh giới là Dãy núi Tam Điệp và sông Càn,
- Phía Nam giáp Biển Đông (Vịnh Bắc Bộ) với đường bờ biển dài 92 km, có 5 cửa sông đổ ra biển là: sông Hồng, sông Sò, sông Ninh Cơ, sông Đáy và sông Càn,
- Phía Bắc giáp thủ đô Hà Nội và tỉnh Phú Thọ.

#### Các điểm cực của tỉnh Ninh Bình:
- Điểm cực Đông 106°57'Đ tại Vườn quốc gia Xuân Thủy, xã Giao Minh;
- Điểm cực Tây 105°32'Đ tại vườn quốc gia Cúc Phương, xã Cúc Phương;
- Điểm cực Nam 19°47'B tại rừng ngập mặn Kim Sơn - Cồn Nổi, xã Kim Đông;
- Điểm cực Bắc 20°70'B tại Hoàn Dương, phường Duy Tân.

Tỉnh lỵ của tỉnh Ninh Bình đặt tại phường Hoa Lư cách thủ đô Hà Nội 93 km về phía Nam.

### Điều kiện tự nhiên

#### Địa hình
Ninh Bình bao gồm cả 3 loại địa hình. Vùng đồi núi và bán sơn địa ở phía Tây mà điển hình là các khu vực bên hữu sông Đáy từ Tam Chúc tới Vân Long, khu vực Cúc Phương, Tràng An và Tam Điệp đến Đồng Thái. Đỉnh Mây Bạc thuộc rừng Cúc Phương với độ cao 648 m là đỉnh núi cao nhất Ninh Bình. Vùng đồng bằng ven biển ở phía Đông Nam thuộc các khu vực Giao Thủy, Hải Hậu, Nghĩa Hưng, Kim Sơn. Tiếp giáp giữa miền núi và đồng bằng là vùng chiêm trũng chuyển tiếp. Rừng ở Ninh Bình có đủ cả rừng sản xuất và rừng đặc dụng các loại. Có 5 khu rừng đặc dụng gồm vườn quốc gia Cúc Phương, rừng môi trường Vân Long, rừng văn hóa lịch sử môi trường Hoa Lư, Vườn quốc gia Xuân Thủy và rừng phòng hộ ven biển Kim Sơn. Khu rừng đặc dụng Hoa Lư - Tràng An đã được UNESCO công nhận là di sản thế giới thuộc quần thể danh thắng Tràng An. 
Ninh Bình có đường bờ biển dài 90 km, thuận lợi khai thác kinh tế, du lịch và phát triển thủy hải sản. Vùng cảnh quan sinh thái cửa sông Đáy và cửa sông Hồng thuộc biển Ninh Bình đã được UNESCO công nhận là khu dự trữ sinh quyển châu thổ sông Hồng. Các đảo thuộc vùng biển Ninh Bình nằm rất gần các cửa sông và đều được gọi là cồn gồm: Cồn Lu, Cồn Ngạn, Cồn Xanh, Cồn Nổi và Cồn Mờ.
Ninh Bình nằm trong vùng khí hậu cận nhiệt đới ẩm: mùa hè nóng ẩm, mùa mưa từ tháng 6 đến tháng 10; mùa đông khô lạnh từ tháng 11 năm trước đến tháng 3 năm sau; tháng 4, tháng 10 là mùa xuân và mùa thu, tuy không rõ rệt như các vùng nằm phía trên vành đai cận nhiệt đới. Lượng mưa trung bình hàng năm: 1.700 - 1.900 mm; nhiệt độ trung bình 23,5°C; số giờ nắng trong năm: 1.600 - 1.700 giờ; độ ẩm tương đối trung bình: 80 - 85%.

#### Khoáng sản
- Tài nguyên đá vôi: Đá vôi là nguồn tài nguyên khoáng sản lớn nhất của Ninh Bình. Với những dãy núi đá vôi khá lớn, chạy theo hướng Tây Bắc – Đông Nam, từ Kim Bảng, Thanh Liêm, qua Nho Quan, Gia Viễn, Hoa Lư, Tam Điệp, Yên Mô, tới tận biển Đông, dài hơn 40 km, diện tích trên 23.000 ha, trữ lượng vài chục tỷ mét khối đá vôi và hàng chục triệu tấn đôlômít. Đây là nguồn nguyên liệu lớn để sản xuất xi măng và vật liệu xây dựng và một số hóa chất khác.
- Tài nguyên đất sét: Phân bố rải rác ở các vùng đồi núi thấp thuộc các vùng Kim Bảng, Thanh Liêm, Tam Điệp, Gia Viễn, Yên Mô, dùng để sản xuất gạch ngói, xi măng và nguyên liệu ngành đúc.
- Tài nguyên cát sông Hồng: Cát làm vật liệu xây dựng với 14 điểm mỏ cát sông trên các tuyến sông lớn và 2 khu vực mỏ cát ven biển các huyện Nghĩa Hưng, Giao Thủy với tổng trữ lượng khoáng sản cát khoảng 206.346.684 m³.[5]
- Tài nguyên nước khoáng: Nước khoáng Ninh Bình chất lượng tốt, tập trung chủ yếu ở Cúc Phương (Nho Quan) và Kênh Gà (Gia Viễn) có thể khai thác phục vụ sinh hoạt và du lịch với trữ lượng lớn. Đặc biệt nước khoáng Kênh Gà có độ mặn, thường xuyên ở độ nóng 53 - 54°C. Nước khoáng Cúc Phương có thành phần Magiêbicarbonat cao, sử dụng chế phẩm nước giải khát và chữa bệnh.
- Trữ lượng 90 mỏ đá vôi xây dựng (Kim Bảng 20 mỏ, Thanh Liêm 25 mỏ, Tam Điệp 25 mỏ, Nho Quan 15 mỏ). Tổng trữ lượng đá vôi xây dựng là 2.986 triệu m³ (4.165,53 triệu tấn).[6]
- Tài nguyên than bùn: Trữ lượng khoảng trên 2 triệu tấn, phân bố ở các xã Gia Sơn, Phúc Sơn (Nho Quan), Quang Sơn (Tam Điệp), có thể sử dụng để sản xuất phân vi sinh, phục vụ sản xuất nông nghiệp.

## Lịch sử
Ninh Bình là vùng đất phù sa cổ ven chân núi có con người cư trú từ rất sớm. Các nhà khảo cổ học đã phát hiện trầm tích có xương răng đười ươi và các động vật trên cạn ở núi Ba (Tam Điệp) và một số hang động khác của kỳ đồ đá cũ thuộc nền văn hóa Tràng An; ở động Người Xưa, Tam Chúc có di chỉ cư trú của con người thời văn hoá Hoà Bình. Di chỉ hang Chuông, hang Gióng Lở mang dấu tích văn hóa Bắc Sơn. Cư dân cổ di chỉ Đồng Vườn đã phát triển lên cư dân cổ di chỉ Mán Bạc ở giai đoạn văn hoá đồ đồng từ cuối Phùng Nguyên đến đầu Đồng Đậu. Trống đồng Ngọc Lũ là hiện vật tiêu biểu nhất của nền văn hóa Đông Sơn, nổi tiếng khu vực Đông Nam Á, phản ánh nhiều nét đặc trưng văn hóa của cư dân Lạc Việt và giữ một vị trí quan trọng trong sinh hoạt đa dạng của cư dân xã hội Đông Sơn. Ninh Bình là địa bàn có nhiều di tích khảo cổ học thuộc các thời kỳ văn hóa Tràng An, Hòa Bình, Bắc Sơn, Đa Bút và Đông Sơn. Thời Hùng Vương và thời Bắc Thuộc vùng đất này thuộc quận Giao Chỉ.
Năm 968, vua Đinh Tiên Hoàng dẹp xong loạn 12 sứ quân, lên ngôi hoàng đế, lập ra nhà nước Đại Cồ Việt nơi đây đã được chọn là để đặt kinh đô Hoa Lư, trung tâm của đất nước. Thời nhà Lý, Trần vùng đất này thuộc 3 lộ, phủ: Hoàng Giang, Trường Yên và Thiên Trường. Thời Hậu Lê được sáp nhập thành Trấn Sơn Nam với các phủ: Lý Nhân, Thiên Quan, Trường Yên, Nghĩa Hưng và Thiên Trường.
Năm 1822, vua Minh Mạng cho đổi đạo Thanh Bình thành đạo Ninh Bình, danh xưng Ninh Bình với hàm ý là vùng đất khang ninh, yên bình và phát triển xuất hiện từ đó. Thành cổ Ninh Bình đã được xây dựng năm 1824. Năm 1829 đổi đạo Ninh Bình thành trấn Ninh Bình và đến năm 1831 khi thành lập 13 tỉnh Bắc Kỳ, vùng đất này thuộc 3 tỉnh Hà Nội, Ninh Bình, Nam Định. Tới năm 1890 tỉnh Hà Nam được thành lập khi tách 1 phần phía Nam của tỉnh Hà Nội. Năm 1965, tỉnh Nam Định được hợp nhất với tỉnh Hà Nam thành tỉnh Nam Hà. Năm 1975, tỉnh Nam Hà hợp nhất với tỉnh Ninh Bình thành tỉnh Hà Nam Ninh. Năm 1991 tỉnh Ninh Bình cũ tái lập, và đến năm 1996 Hà Nam, Nam Định cũng tái lập cho đến năm 2025 cả 3 tỉnh lại hợp nhất thành tỉnh Ninh Bình.
Ngày 12 tháng 6 năm 2025, Quốc hội ban hành Nghị quyết số 202/2025/QH15 về việc sắp xếp đơn vị hành chính cấp tỉnh (nghị quyết có hiệu lực từ ngày 12 tháng 6 năm 2025). Theo đó, sáp nhập tỉnh Hà Nam và tỉnh Nam Định vào tỉnh Ninh Bình.
Sau khi sáp nhập, tỉnh Ninh Bình có 3.942,62 km² diện tích tự nhiên và quy mô dân số là 4.412.264 người.
Ninh Bình là vùng đất được bồi đắp bởi phù sa của sông Hồng, sông Đáy, sông Hoàng Long, sông Đào và thu nhận đất đai bị bào mòn từ vùng núi cao trôi xuống. Chính những điều kiện tự nhiên đã tạo cho vùng đất này các đặc trưng về văn hóa lịch sử của một khu vực giao thoa hay vùng đệm kết nối văn hóa từ Đông sang Tây, từ Bắc xuống Nam và chính những đặc điểm này đã hình thành nên tính cách của người Ninh Bình trong suốt chiều dài lịch sử dựng nước và giữ nước của dân tộc.
Về mặt quân sự, Ninh Bình cũng giữ một vị trí then chốt vì đèo Ba Dội nằm trong dãy Tam Điệp là một cửa giao thông hiểm yếu giữa Ninh Bình và Thanh Hóa, dùng đường bộ từ Thăng Long vào Thanh Hóa hay từ Đàng Trong ra Đàng Ngoài, đều phải vượt đèo này. Hiện tại, nơi đây là đại bản doanh của Quân đoàn 12, là một trong 2 quân đoàn chủ lực của quân đội nhân dân Việt Nam.

## Hành chính
Tỉnh Ninh Bình có 129 đơn vị hành chính cấp cơ sở gồm 32 phường, 97 xã như sau:
| Tên            | Diện tích (km²) | Dân số (người) |
| -------------- | --------------- | -------------- |
| Phường (32)    |                 |                |
| Châu Sơn       | 17,45           | 33.348         |
| Duy Hà         | 15,46           | 24.310         |
| Duy Tân        | 28,86           | 28.299         |
| Duy Tiên       | 28,93           | 39.957         |
| Đông A         | 22,07           | 31.802         |
| Đông Hoa Lư    | 25,62           | 34.414         |
| Đồng Văn       | 18,88           | 34.484         |
| Hà Nam         | 29,98           | 33.343         |
| Hoa Lư         | 53,72           | 148.406        |
| Hồng Quang     | 27,53           | 35.784         |
| Kim Bảng       | 15,22           | 23.232         |
| Kim Thanh      | 13,49           | 26.050         |
| Lê Hồ          | 22,27           | 32.373         |
| Liêm Tuyền     | 21,44           | 27.781         |
| Lý Thường Kiệt | 53,66           | 22.958         |
| Mỹ Lộc         | 35,54           | 38.068         |
| Nam Định       | 19,91           | 188.751        |
| Nam Hoa Lư     | 54,30           | 53.514         |
| Nguyễn Úy      | 24,21           | 27.676         |
| Phủ Lý         | 11,84           | 62.893         |
| Phù Vân        | 19,34           | 40.927         |
| Tam Chúc       | 46,56           | 18.114         |
| Tam Điệp       | 41,20           | 26.845         |
| Tây Hoa Lư     | 84,96           | 46.648         |
| Thành Nam      | 16,03           | 30.830         |
| Thiên Trường   | 20,53           | 31.031         |
| Tiên Sơn       | 23,96           | 27.062         |
| Trung Sơn      | 38,15           | 31.539         |
| Trường Thi     | 31,50           | 69.988         |
| Vị Khê         | 25,27           | 36.210         |
| Yên Sơn        | 35,86           | 21.196         |
| Yên Thắng      | 29,95           | 28.405         |

| Tên        | Diện tích (km²) | Dân số (người) |
| ---------- | --------------- | -------------- |
| Xã (97)    |                 |                |
| Bắc Lý     | 31,17           | 30.984         |
| Bình An    | 37,76           | 38.881         |
| Bình Giang | 24,15           | 24.343         |
| Bình Lục   | 23,97           | 35.225         |
| Bình Minh  | 34,44           | 31.090         |
| Bình Mỹ    | 30,28           | 33.253         |
| Bình Sơn   | 28,06           | 32.475         |
| Cát Thành  | 23,07           | 39.035         |
| Chất Bình  | 18,60           | 17.237         |
| Cổ Lễ      | 18,33           | 40.163         |
| Cúc Phương | 132,68          | 8.650          |
| Đại Hoàng  | 23,75           | 23.848         |
| Định Hóa   | 21,44           | 24.438         |
| Đồng Thái  | 47,60           | 24.049         |
| Đồng Thịnh | 30,45           | 30.888         |
| Gia Hưng   | 28,37           | 21.669         |
| Gia Lâm    | 37,61           | 20.189         |
| Gia Phong  | 18,53           | 13.034         |
| Gia Trấn   | 18,76           | 20.619         |
| Gia Tường  | 27,09           | 19.489         |
| Gia Vân    | 26,94           | 25.920         |
| Gia Viễn   | 39,80           | 28.921         |
| Giao Bình  | 21,75           | 26.708         |
| Giao Hòa   | 29,62           | 41.717         |
| Giao Hưng  | 21,74           | 27.985         |
| Giao Minh  | 27,74           | 29.261         |
| Giao Ninh  | 25,81           | 33.777         |
| Giao Phúc  | 19,47           | 29.758         |
| Giao Thủy  | 23,52           | 46.557         |
| Hải An     | 25,19           | 26.920         |
| Hải Anh    | 26,13           | 51.246         |
| Hải Hậu    | 23,87           | 45.227         |

| Tên         | Diện tích (km²) | Dân số (người) |
| ----------- | --------------- | -------------- |
| Hải Hưng    | 39,89           | 64.918         |
| Hải Quang   | 24,68           | 25.798         |
| Hải Thịnh   | 32,92           | 33.521         |
| Hải Tiến    | 24,19           | 44.728         |
| Hải Xuân    | 31,27           | 44.001         |
| Hiển Khánh  | 30,24           | 29.965         |
| Hồng Phong  | 29,21           | 28.215         |
| Khánh Hội   | 22,89           | 23.641         |
| Khánh Nhạc  | 19,58           | 25.612         |
| Khánh Thiện | 24,51           | 25.693         |
| Khánh Trung | 26,42           | 26.453         |
| Kim Đông    | 81,82           | 9.409          |
| Kim Sơn     | 17,60           | 20.161         |
| Lai Thành   | 22,07           | 28.718         |
| Liêm Hà     | 20,95           | 27.732         |
| Liên Minh   | 31,05           | 29.825         |
| Lý Nhân     | 18,38           | 32.183         |
| Minh Tân    | 33,09           | 29.965         |
| Minh Thái   | 23,44           | 33.330         |
| Nam Đồng    | 23,42           | 28.348         |
| Nam Hồng    | 28,81           | 31.823         |
| Nam Lý      | 28,69           | 37.887         |
| Nam Minh    | 24,79           | 38.121         |
| Nam Ninh    | 25,80           | 37.668         |
| Nam Trực    | 20,47           | 39.822         |
| Nam Xang    | 22,70           | 34.150         |
| Nghĩa Hưng  | 26,31           | 38.631         |
| Nghĩa Lâm   | 28,10           | 30.959         |
| Nghĩa Sơn   | 26,83           | 28.669         |
| Nhân Hà     | 23,98           | 24.535         |
| Nho Quan    | 32,62           | 33.204         |
| Ninh Cường  | 22,28           | 32.887         |
| Ninh Giang  | 23,69           | 38.745         |

| Tên         | Diện tích (km²) | Dân số (người) |
| ----------- | --------------- | -------------- |
| Phát Diệm   | 23,10           | 37.617         |
| Phong Doanh | 34,98           | 37.231         |
| Phú Long    | 74,79           | 13.685         |
| Phú Sơn     | 41,12           | 22.712         |
| Quang Hưng  | 15,89           | 20.701         |
| Quang Thiện | 20,73           | 26.860         |
| Quỹ Nhất    | 32,70           | 32.984         |
| Quỳnh Lưu   | 26,49           | 18.035         |
| Rạng Đông   | 32,39           | 30.956         |
| Tân Minh    | 44,65           | 34.937         |
| Tân Thanh   | 36,35           | 26.315         |
| Thanh Bình  | 23,85           | 21.685         |
| Thanh Lâm   | 52,91           | 29.550         |
| Thanh Liêm  | 23,27           | 23.609         |
| Thanh Sơn   | 35,69           | 23.758         |
| Trần Thương | 26,32           | 21.933         |
| Trực Ninh   | 17,26           | 18.453         |
| Vạn Thắng   | 26,22           | 35.807         |
| Vĩnh Trụ    | 17,59           | 36.158         |
| Vụ Bản      | 21,56           | 26.675         |
| Vũ Dương    | 30,59           | 39.429         |
| Xuân Giang  | 32,04           | 46.053         |
| Xuân Hồng   | 27,61           | 40.698         |
| Xuân Hưng   | 23,17           | 53.539         |
| Xuân Trường | 33,29           | 71.656         |
| Ý Yên       | 46,73           | 53.419         |
| Yên Cường   | 32,44           | 42.810         |
| Yên Đồng    | 30,53           | 35.898         |
| Yên Khánh   | 29,88           | 40.134         |
| Yên Mạc     | 20,60           | 22.524         |
| Yên Mô      | 28,60           | 35.415         |
| Yên Từ      | 23,98           | 31.917         |

Trước khi sáp nhập, các tỉnh Ninh Bình cũ, Hà Nam, Nam Định có số lượng các đơn vị hành chính như sau:
- Tỉnh Ninh Bình có 7 đơn vị hành chính cấp huyện trực thuộc, bao gồm 2 thành phố và 5 huyện với 125 đơn vị hành chính cấp xã, bao gồm 101 xã, 18 phường và 6 thị trấn.
- Tỉnh Hà Nam có 6 đơn vị hành chính cấp huyện, bao gồm 1 thành phố, 2 thị xã và 3 huyện với 98 đơn vị hành chính cấp xã, bao gồm 4 thị trấn, 29 phường và 65 xã.
- Tỉnh Nam Định có 9 đơn vị hành chính cấp huyện, bao gồm 1 thành phố và 8 huyện với 175 đơn vị hành chính cấp xã trực thuộc, bao gồm 146 xã, 14 phường và 15 thị trấn.

## Kinh tế

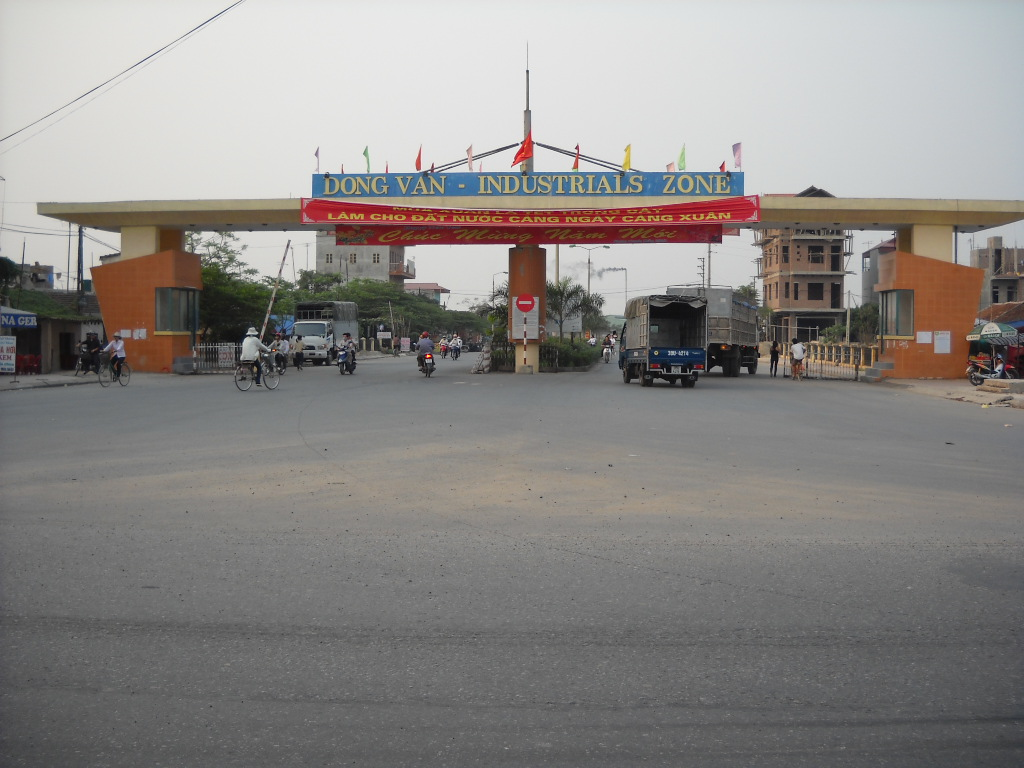
Cổng vào khu công nghiệp Đồng Văn

Ninh Bình có vị trí quan trọng của vùng cửa ngõ miền Bắc và thủ đô Hà Nội. Đây là nơi tiếp nối giao lưu kinh tế và văn hoá giữa khu vực châu thổ sông Hồng với Bắc Trung Bộ, giữa vùng đồng bằng Bắc Bộ với vùng rừng núi Tây Bắc. Thế mạnh kinh tế nổi bật của Ninh Bình là du lịch, thương mại và các ngành công nghiệp ô tô, dày da, cơ khí, vật liệu xây dựng, dệt may và công nghệ cao.
Ninh Bình là địa phương có nhiều doanh nghiệp tư nhân lớn như: Công ty Cổ phần Ô tô Hyundai Thành Công, Công ty cổ phần dược phẩm Nam Hà, Công ty cổ phần may sông Hồng, Công ty cổ phần nhựa châu Âu, Tập đoàn The Vissai, Doanh nghiệp Xuân Trường, Tập đoàn Xuân Thành,...
Trước khi hợp nhất, Hà Nam nổi lên với công nghiệp chế biến, chế tạo; Ninh Bình phát triển mạnh về du lịch – dịch vụ; còn Nam Định có thế mạnh về công nghiệp nhẹ và đào tạo nhân lực.

### Công nghiệp

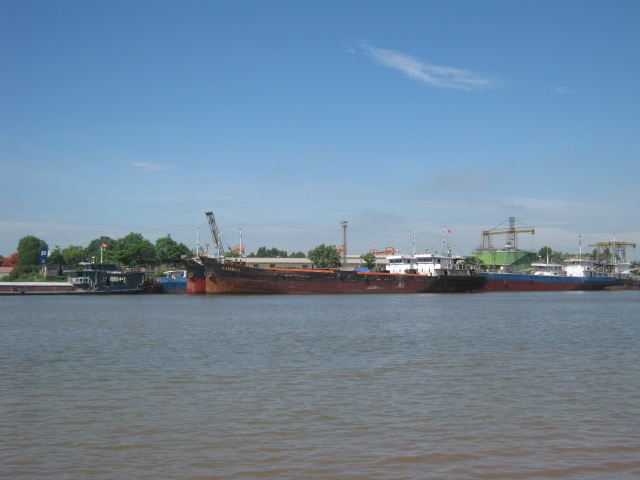
Cảng Ninh Phúc ở khu CN Khánh Phú

Ninh Bình hiện có khu kinh tế Ninh Cơ và các khu công nghiệp đã đi vào hoạt động như sau: KCN Hòa Mạc, KCN Đồng Văn 1, KCN Đồng Văn 2, KCN Đồng Văn 3, KCN Đồng Văn 4 (Duy Tiên), KCN Thái Hà (Lý Nhân), KCN Thanh Liêm (Thanh Liêm), KCN Châu Sơn (Phủ Lý), KCN Mỹ Thuận, KCN Bảo Minh (Vụ Bản), KCN Hòa Xá, KCN Mỹ Trung (Nam Định), KCN Dệt may Rạng Đông (Nghĩa Hưng), KCN Xuân Kiên (Xuân Trường), KCN Gián Khẩu, KCN Gián Khẩu 2 (Gia Viễn), KCN Khánh Phú (Hoa Lư), KCN Tam Điệp 1, KCN Tam Điệp 2, KCN Phúc Sơn (Hoa Lư), KCN Khánh Cư (Yên Khánh), KCN Kim Sơn (Kim Sơn), KCN Phú Long, KCN Xích Thổ (Nho Quan), KCN Yên Bình (Yên Mô).

### Nông nghiệp

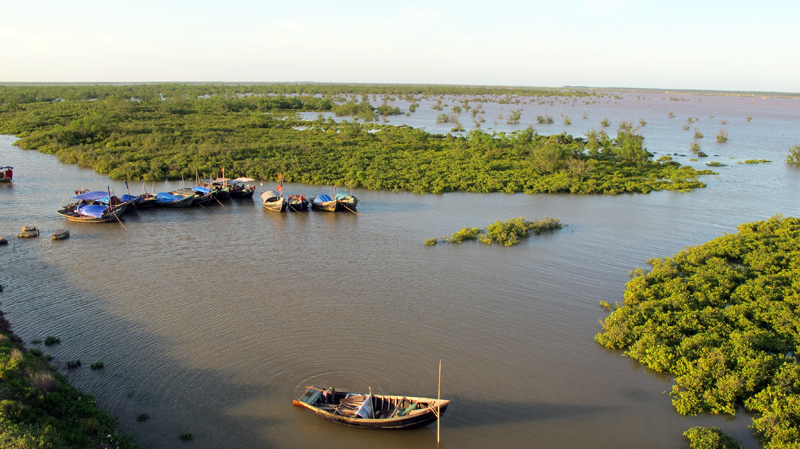
Khu dự trữ sinh quyển thế giới châu thổ sông Hồng

Ninh Bình có lợi thế phát triển ngành nông nghiệp đa dạng nhiều thành phần. Các vùng chuyên canh nông nghiệp chính của tỉnh: vùng nông trường Đồng Giao chuyên trồng cây công nghiệp như cây dứa thơm, Vùng trồng bưởi tại phường Duy Tân, xã Bình Lục; cây vải lai U trứng tại phường Nguyễn Úy; cây ổi Đài Loan tại xã Thanh Bình. Vùng Bình Minh, Kim Đông (xã) trồng cây cói làm chiếu, hàng mỹ nghệ, nuôi tôm sú, hải sản, khu vực làng hoa Ninh Phúc, Ninh Sơn trồng hoa và rau sạch; gạo sạch, ngao sạch, muối sạch, nấm, cá bống bớp, mật ong vườn quốc gia Xuân Thủy, các sản phẩm chế biến từ thủy sản của các vùng Hải Hậụ, Giao Thủy, Nghĩa Hưng.
Khu vực nuôi trồng, đánh bắt và chế biến thủy sản sẽ khai thác tối đa 92 km bờ biển và 5 cửa sông lớn ra biển gồm: Cửa Ba Lạt, cửa Hà Lạn, cửa Lạch Giang, cửa Đáy và cửa Càn. Theo đó tỉnh xác định phân vùng cho nuôi trồng thủy sản ở tất cả các xã thuộc vùng bờ có biển; phân vùng khai thác và đánh bắt hải sản ở tất cả các xã thuộc vùng bờ, ngoại trừ khu vực Vườn quốc gia Xuân Thủy; xây dựng cảng thủy sản tại khu vực Thịnh Long; cảng cá Ninh Cơ, cảng Kim Sơn.

### Thương mại - Dịch vụ

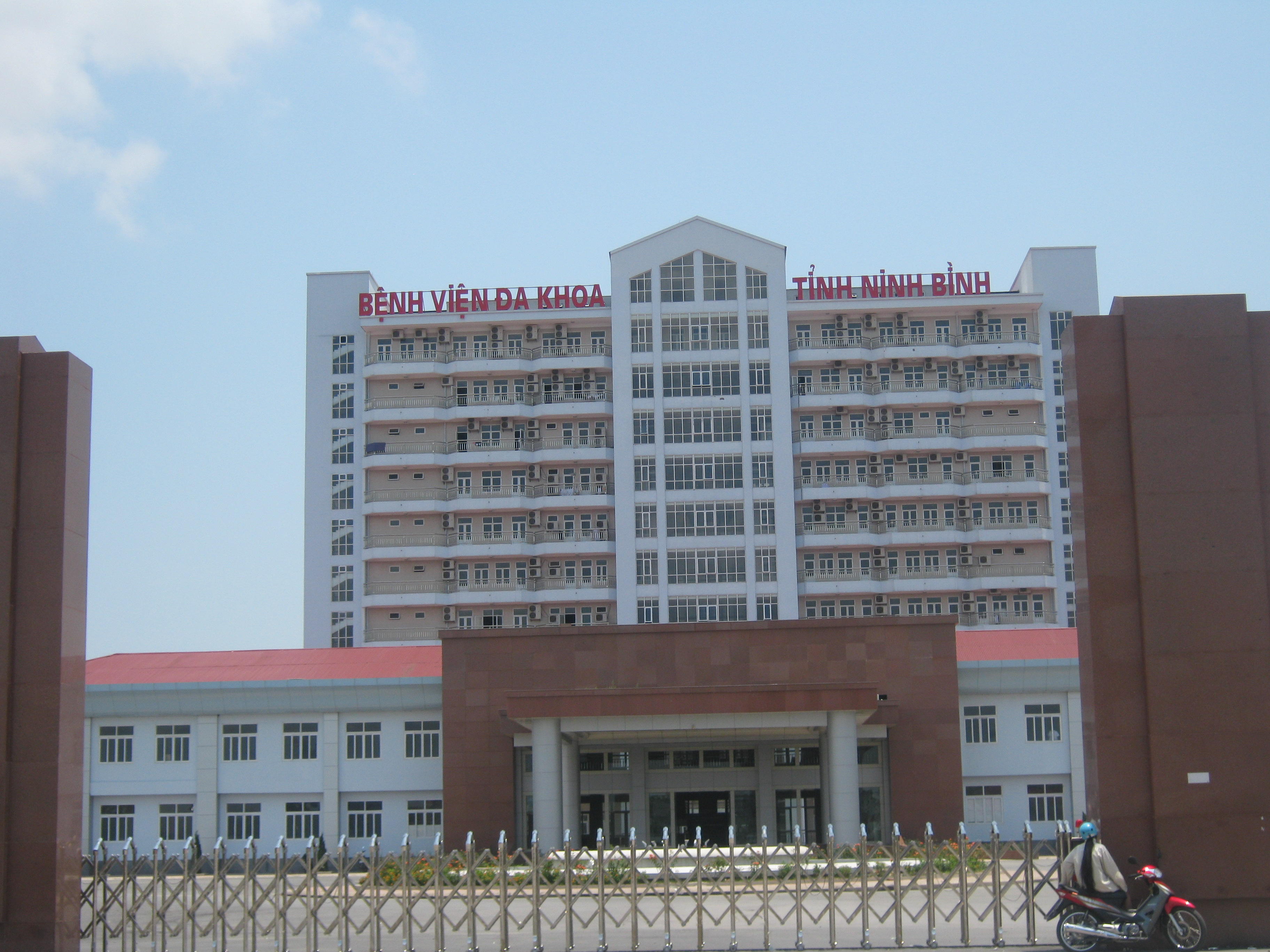
Bệnh viện đa khoa 700 giường Ninh Bình

Ninh Bình có vị trí hội tụ giao thông liên vùng rất thuận lợi cho phát triển lưu thông hàng hóa với các địa phương khác trong cả nước, có tiềm năng  mạnh phát triển thương mại - dịch vụ, trọng tâm là du lịch và logistics.

## Xã hội

### Giáo dục và Đào tạo
Vùng đất Ninh Bình nổi tiếng là vùng đất học, từ khi có các kết quả thống kê đến nay, các tỉnh hợp nhất thành Ninh Bình liên tục nằm trong top 5 địa phương dẫn đầu về kết quả thi THPT quốc gia. Dưới đây là top 5 tỉnh có điểm thi trung bình Trung học Phổ thông quốc gia cao nhất Việt Nam theo từng năm từ 2016 - 2024:
- Năm 2016: Nam Định, Hải Dương, Bắc Ninh, Ninh Bình và Hà Nam.[12]
- Năm 2017: Nam Định, An Giang, Ninh Bình, Hà Nam và TP HCM.[13]
- Năm 2018: Hà Nam, Nam Định, Ninh Bình, Vĩnh Phúc và An Giang.[14]
- Năm 2019: Nam Định, Hà Nam, Ninh Bình, Bình Dương, Tp HCM.[15]
- Năm 2020: Nam Định, Bình Dương, Ninh Bình, An Giang, Vĩnh Phúc.[16]
- Năm 2021: Bình Dương, Nam Định, Ninh Bình.[17]
- Năm 2022: Nam Định, Vĩnh Phúc, Bình Dương, Ninh Bình.[18]
- Năm 2023: Vĩnh Phúc, Bình Dương, Nam Định, Ninh Bình.[19]
- Năm 2024: Vĩnh Phúc, Ninh Bình, Nam Định; Bình Dương, Bắc Ninh.[20]

Khu Đại học Nam Cao có diện tích khoảng 9,12 km², là khu đào tạo đại học lớn thứ 2 ở Việt Nam với quy mô đào tạo từ 50.000 - 80.000 sinh viên gồm tổ hợp các cơ sở giáo dục đại học đa ngành, đa lĩnh vực, cơ sở giáo dục, nghiên cứu khoa học và phát triển công nghệ, là một bộ phận của mạng lưới trường đại học, cao đẳng, là trung tâm đào tạo nguồn nhân lực chất lượng cao của vùng đồng bằng sông Hồng. Khu Đại học Nam Cao góp phần điều chỉnh mạng lưới trường đại học cho vùng Thủ đô Hà Nội và việc di dời một số trường đại học như: Trường Đại học Xây dựng Hà Nội, Đại học Kinh tế Quốc dân, Học viện Ngân hàng (Việt Nam), Trường Đại học Giao thông Vận tải,... ra khỏi trung tâm thành phố.

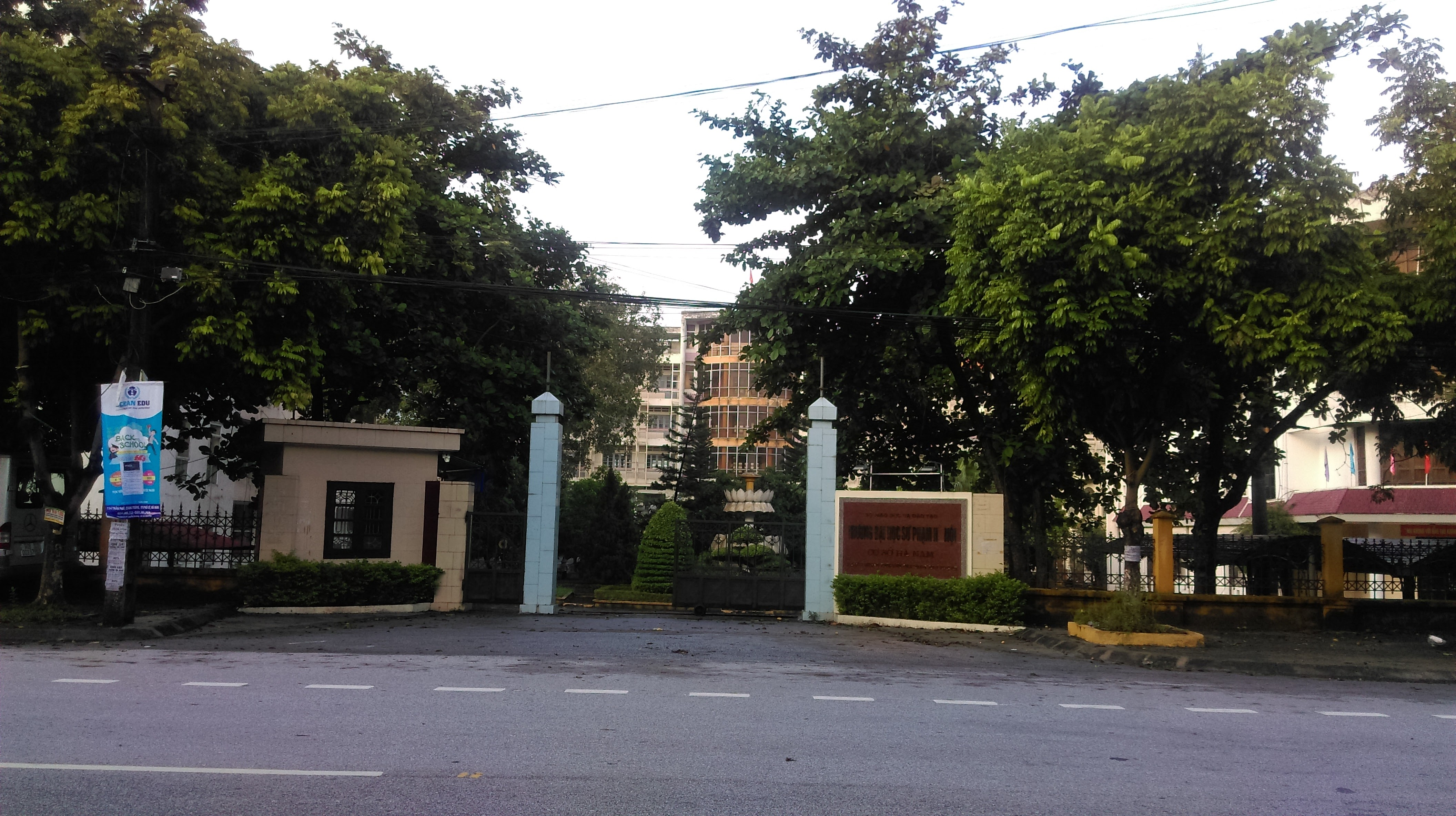
Đại học Sư phạm Hà Nội - cơ sở Ninh Bình

Đào tạo đại học trên địa bàn có: Trường Đại học Hoa Lư, Trường Đại học Điều dưỡng Nam Định, Trường Đại học Lương Thế Vinh, Trường Đại học Sư phạm Kỹ thuật Nam Định, Trường Đại học Hà Hoa Tiên; Cơ sở của các trường: Trường Đại học Công nghiệp Hà Nội, Trường Đại học Thương mại, Trường Đại học Sư phạm Hà Nội và 13 trường cao đẳng: Trường Cao đẳng nghề Cơ giới Ninh Bình; Trường Cao đẳng nghề LILAMA-1; Trường Cao đẳng Y tế Ninh Bình; Trường Cao đẳng Nghề số 13 và Trường Cao đẳng nghề Cơ điện Xây dựng Tam Điệp, Trường Cao đẳng Công nghiệp Nam Định, Trường Cao đẳng Phát thanh - Truyền hình I, Trường Cao đẳng Văn hóa Nghệ thuật và Du lịch Nam Định, Trường Cao đẳng Thủy lợi Bắc Bộ, Trường Cao đẳng Xây dựng Nam Định, Trường Cao đẳng Kỹ thuật Công nghệ Nam Định, Trường Cao đẳng Công nghiệp Dệt – May Nam Định, Trường Cao đẳng nghề Hà Nam.

## Văn hóa
Ninh Bình nằm ở vùng giao thoa giữa các khu vực: Tây Bắc, đồng bằng sông Hồng và Bắc Trung Bộ. Đặc điểm đó đã tạo ra một nền văn hóa Ninh Bình tương đối năng động, phát triển trên nền tảng văn minh châu thổ sông Hồng. Đây là vùng đất phù sa cổ ven chân núi có con người cư trú từ rất sớm, họ là chủ nhân của các nền Văn hóa Tràng An, Hòa Bình, Đồng Đậu, Bắc Sơn, Đa Bút và Đông Sơn.
Vùng đất Ninh Bình là kinh đô của Việt Nam thế kỷ X, mảnh đất gắn với sự nghiệp của 6 vị vua thuộc ba triều đại Đinh - Lê – Lý với các dấu ấn lịch sử: Thống nhất giang sơn, đánh Tống - dẹp Chiêm và phát tích quá trình định đô Hà Nội. Đây cũng là quê hương phát tích 4 triều đại Đinh - Lê - Lý - Trần hưng thịnh bậc nhất trong lịch sử phong kiến Việt Nam với kỷ nguyên độc lập lâu dài. 
Do ở vào vị trí chiến lược ra Bắc vào Nam, vùng đất này đã chứng kiến nhiều sự kiện lịch sử oai hùng của dân tộc mà dấu tích lịch sử còn để lại trong các đình, chùa, đền, miếu, từng ngọn núi, con sông. Đây còn là vùng đất chiến lược để bảo vệ Thăng Long của các triều đại nhà Trần với hành cung Vũ Lâm, hành cung Thiên Trường, làm lên chiến thắng giặc Nguyên - Mông, kinh đô Mô Độ nhà Hậu Trần và phòng tuyến Tam Điệp làm bàn đạp tiến ra giải phóng Thăng Long của Tây Sơn, các căn cứ quân sự khác như thành nhà Mạc, thành nhà Hồ hiện vẫn còn dấu tích ở Yên Mô...

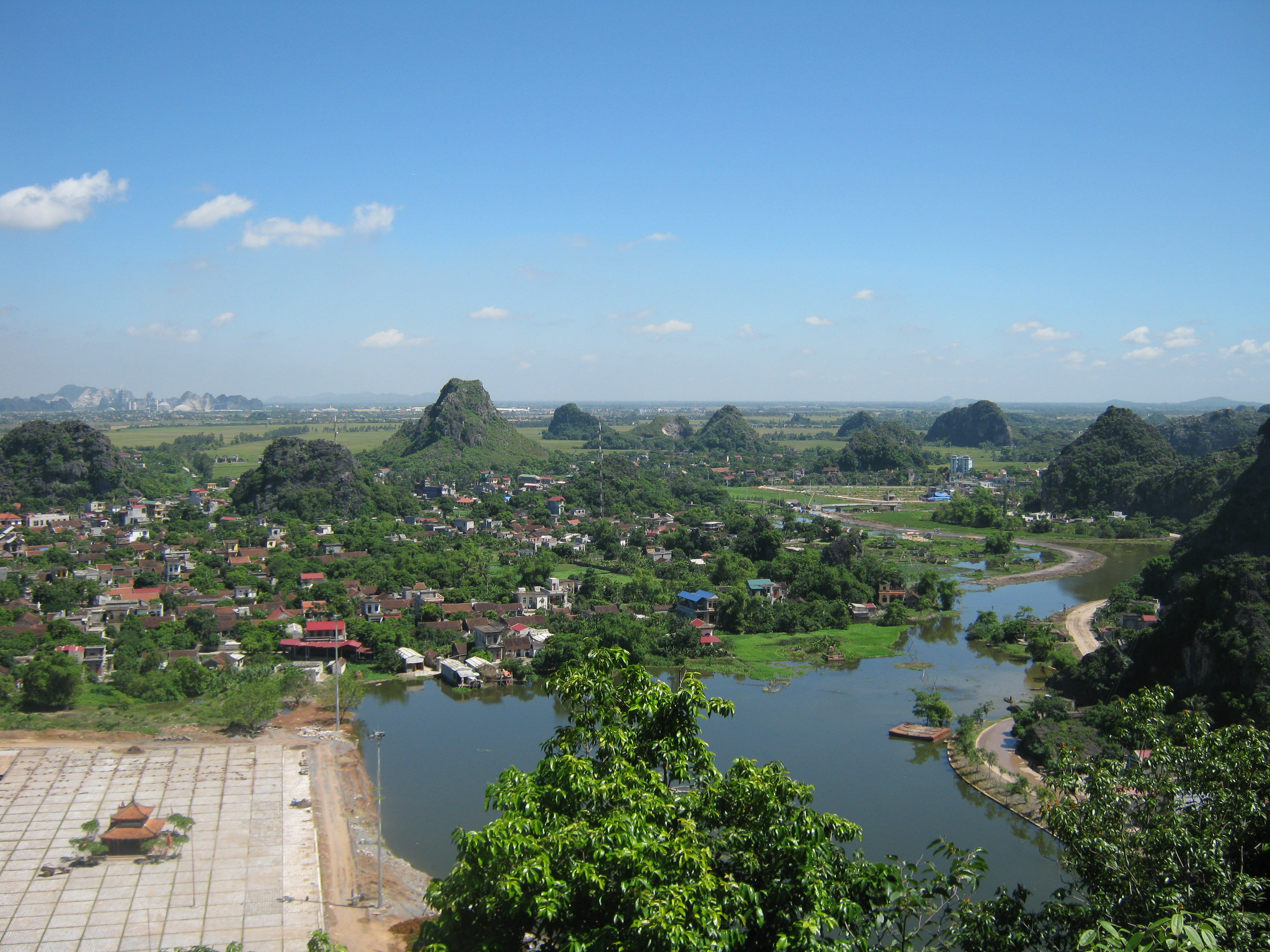
Cố đô Hoa Lư, kinh đô 3 triều đại 6 vị vua

Thế kỷ 16 - 17, đạo Công giáo được truyền vào Việt Nam với địa điểm dừng chân đầu tiên tại Ninh Bình, dần dần hình thành trung tâm Công giáo Bùi Chu - Phát Diệm, vì thế mà nơi đây dày đặc các nhà thờ công giáo nổi tiếng như: Nhà thờ chính tòa Phát Diệm, Nhà thờ chính tòa Bùi Chu, Vương cung thánh đường Sở Kiện, Đan viện Thánh Mẫu Châu Sơn,...
Bên cạnh văn hoá của cư dân Việt cổ, Ninh Bình còn có "văn hoá mới" của cư dân ven biển. Dấu ấn về biển tiến còn in đậm trên đất Ninh Bình. Những địa danh cửa biển như: Phúc Thành, Đại An, Con Mèo, cửa Càn, cửa biển Thần Phù cùng với các con đê lịch sử như đê Hồng Đức, đê Hồng Lĩnh, đê Đường Quan, đê Hồng Ân, đê Hoành Trực, đê Văn Hải, đê Bình Minh, đê Cồn Tròn... Cho đến nay vùng cửa Đáy ở Ninh Bình vẫn tiến ra biển mỗi năm gần 100 m. Ninh Bình là một tỉnh mở rộng không gian văn hoá Việt xuống biển Đông, đón nhận các luồng dân cư, các yếu tố văn hoá từ Bắc vào Nam, từ biển vào. Kinh tế biển đóng vai trò quan trọng nổi bật như nghề đánh bắt cá biển, nuôi tôm sú, tôm rảo, nuôi cua... Nếp sống của cư dân lấn biển mang tính chất động trong vùng văn hoá môi trường đất mở.
Dãy núi đá vôi ngập nước tạo ra nhiều hang động kỳ thú như: Tam Cốc - Bích Động, động Vân Trình, động Tiên, động Thiên Hà, Tràng An, động Mã Tiên, Ngũ Động Thi sơn... Bích Động được mệnh danh là "Nam thiên đệ nhị động", Địch Lộng là "Nam thiên đệ tam động". Ở phía nam thành phố Ninh Bình có một quả núi giống hình một người thiếu nữ nằm ngửa nhìn trời gọi là núi Ngọc Mỹ Nhân. Một yếu tố khác vô cùng quan trọng, góp phần không nhỏ làm nên diện mạo đa dạng, phong phú của văn hoá Ninh Bình, đó là sự lưu lại dấu ấn văn hoá của các tao nhân mặc khách khi qua vùng sơn thanh thủy tú này. Các đế vương, công hầu, khanh tướng, danh nhân văn hoá lớn như Trương Hán Siêu, Trần Thái Tông, Lê Thánh Tông, Nguyễn Trãi, Hồ Xuân Hương, Tản Đà, Xuân Quỳnh về đây, xếp gương, đề bút, sông núi hoá thành thi ca. Nhân cách bác học và phẩm cách văn hoá lớn của các danh nhân đó đã thấm đẫm vào tầng văn hoá địa phương, được nhân dân tiếp thụ, sáng tạo, làm giàu thêm sắc thái văn hoá Ninh Bình.
Hệ thống các di tích lịch sử - văn hóa ở Ninh Bình gắn liền với tín ngưỡng của vùng đất sinh Vua, sinh Thánh, sinh Thần thông qua rất nhiều các di tích thờ Vua (đặc biệt là các Vua Đinh Tiên Hoàng, Lê Đại Hành, Trần Thái Tông, Quang Trung và Triệu Quang Phục; thờ Thánh (Trần Hưng Đạo, Nguyễn Minh Không và các tổ nghề, đặc biệt nơi đây là trung tâm của tín ngưỡng thờ mẫu Việt Nam, nơi phát tích các nhân vật huyền thoại như Liễu Hạnh Công chúa, Cô Đôi Thượng Ngàn; thờ Thần (phổ biến là các vị thần Thiên Tôn, thần Cao Sơn và thần Quý Minh trong không gian văn hóa Hoa Lư tứ trấn). 
Ninh Bình là vùng đất phong phú các lễ hội văn hóa đặc sắc như Lễ hội Hoa Lư, lễ hội Tịch điền Đọi Sơn, lễ hội đền Trần, lễ hội Phủ Giày, lễ hội chùa Bái Đính, chùa Tam Chúc, lễ hội đền Thái Vi, lễ hội Tràng An, lễ hội động Hoa Lư, lễ hội đền Thánh Nguyễn, lễ hội đền Nguyễn Công Trứ... Ninh Bình là đất tổ của nghệ thuật hát Chèo, là quê hương các làn điệu hát xẩm, hát văn, ca trù, dân ca Hà Nam. Ninh Bình nhiều làng nghề truyền thống tiêu biểu như nghề điêu khắc đá Ninh Vân, đúc đồng Tống Xá, nghề thêu ren Văn Lâm, cây cảnh Vị Khê, làng trống Đọi Tam, chạm khắc đá La Xuyên, dệ lụa Nha Xá, sơn mài Cát Đằng, nghề nấu rượu và chiếu cói ở Kim Sơn...

### Đặc sản ẩm thực
Các đặc sản, ẩm thực tiêu biểu của Ninh Bình như: đặc sản thịt dê núi Ninh Bình, phở bò Nam Định, dứa Đồng Giao, chuối ngự Đại Hoàng, bánh xíu páo, cá kho quả gáo, cá kho Vũ Đại, bánh đa nướng Phong An, chè Ba Trại, kẹo Sìu Châu, mắm tép Gia Viễn, bún mọc Kim Sơn, rượu cần Nho Quan, rượu Kim Sơn, khoai lang Hoàng Long, trám Kỳ Phú, bánh gai Bà Thi, bánh đa Kiện Khê, bún tươi Yên Thịnh, nếp hương gạo tám Hải Hậu, nem Yên Mạc, nem nắm Giao Thủy, gà ri đồi Nho Quan, gỏi nhệch Kim Sơn, mứt khoai mật mía làng Phượng, giò trứng Nộn Khê, miến lươn Ninh Bình, mía Kỳ Phú, chạo chân giò Kim Sơn, cá chuối đầm Vân Long, ốc núi, xôi trứng kiến Nho Quan, cá tràu, cơm cháy Ninh Bình, bánh dày bản Mường Kỳ Phú, cá lác đen Kim Sơn, mì bún khô Yên Ninh, cá rô Tổng Trường, cá cửng - cá tràu tiến vua, cá đối Tam Chúc, mắm cáy Kim Sơn.

### Danh nhân
Vùng đất Ninh Bình là quê hương phát tích của 4 triều đại Đinh - Lê - Lý - Trần, nơi sinh ra những vị hoàng đế tiêu biểu như: Đinh Bộ Lĩnh, Lê Hoàn, Trần Nhân Tông; các vị tướng tài như: Trần Hưng Đạo,  Nguyễn Bặc, Đinh Điền, Lưu Cơ, Trần Bình Trọng,...
Nơi đây được xem là vùng đất học với nhiều trạng nguyên và danh nhân văn hóa nổi tiếng như: Trương Hán Siêu, Lương Thế Vinh, Vũ Duy Thanh,  Đào Sư Tích, Nguyễn Hiền, Ninh Tốn, Văn Cao, Nam Cao, Nguyễn Khuyến, Trương Công Giai, Lê Tung, Trần Quốc Vượng, Đinh Gia Khánh, Nguyễn Tử Mẫn,  Phạm Thận Duật, Vũ Phạm Khải, Lê Tung,...
Vùng đất này còn gắn bó với những nhân vật huyền thoại trong văn hóa Việt Nam như: Liễu Hạnh Công chúa, Cô Đôi Thượng Ngàn, Thần Thiên Tôn, Thần Cao Sơn, Lý Quốc Sư, Dương Không Lộ,...
Ninh Bình là quê hương Tổng bí thư Trường Chinh, Chủ tịch nước Trần Đại Quang, Chủ tịch quốc hội Nguyễn Văn An,... của những chính trị gia tiêu biểu khác như: Ngô Xuân Lịch, Đinh Tiến Dũng, Đinh Thế Huynh, Phạm Bình Minh, Nguyễn Cơ Thạch, Bùi Thị Minh Hoài, Lê Đức Thọ, Mai Chí Thọ,...

## Thể thao

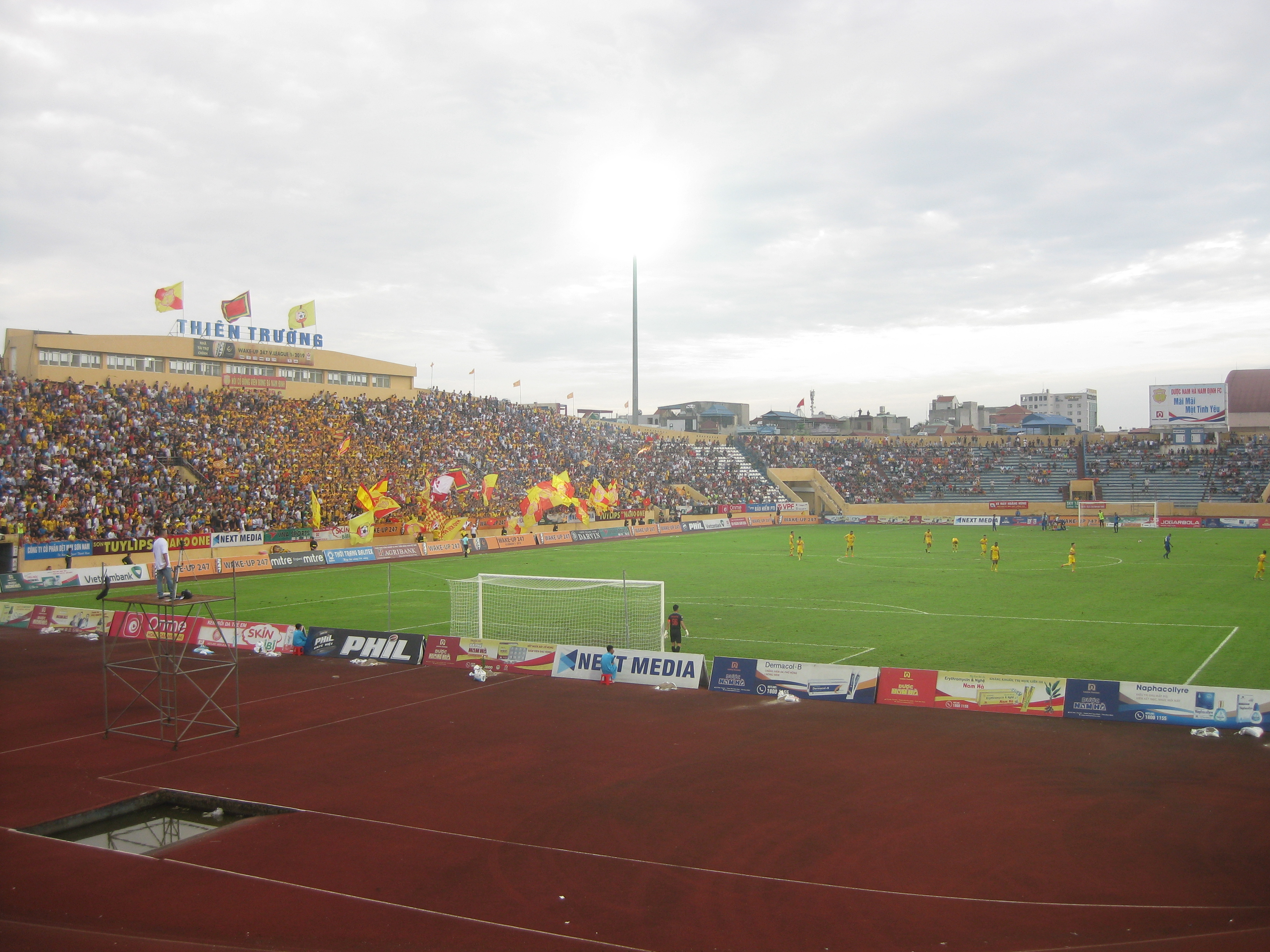
Sân vận động Thiên Trường ngày 17 tháng 8 năm 2019

Ninh Bình hiện có Câu lạc bộ bóng đá Thép Xanh Nam Định là đương kim vô địch thi đấu tại giải vô địch quốc gia với sân nhà là Sân vận động Thiên Trường, Câu lạc bộ bóng đá Phù Đổng Ninh Bình vừa vô địch giải hạng nhất sẽ thăng hạng thi đấu tại Sân vận động Ninh Bình. Câu lạc bộ bóng đá nữ Phong Phú Hà Nam thi đấu tại sân vận động Hà Nam, có 3 lần giành ngôi Á quân giải vô địch Quốc gia và 3 lần giành chức vô địch giải U19 Quốc gia..
Từ năm 2005 tỉnh có một đội bóng chuyền hạng mạnh là Tràng An Ninh Bình, hiện là Ninh Bình LP Bank, một đội bóng mạnh trong hệ thống thi đấu bóng chuyền Việt Nam, đoạt danh hiệu vô địch quốc gia các năm 2006, 2010, 2012 và đang là đương kim vô địch năm 2021. Cũng năm 2021, Ninh Bình có thêm Câu lạc bộ bóng chuyền nữ Ninh Bình LP Bank là đội bóng chuyền nữ thi đấu ở Giải vô địch bóng chuyền quốc gia Việt Nam có 2 năm liền 2021 và 2022 đều xếp hạng 4, năm 2023 giành chức vô địch và năm 2024 xếp hạng 3.
Các môn thể thao thế mạnh khác của Ninh Bình là vật, võ, bơi lặn, cầu lông, Jujitsu, điền kinh, quần vợt và bóng bàn. Một số vận động viên thể thao Ninh Bình tiêu biểu như Giang Việt Anh, Lê Hồng Phúc, Phạm Minh Đức, Hà Văn Hiếu, Bích Tuyền, Nguyễn Huỳnh Anh Phi, Nguyễn Thị Huyền, Bùi Thị Ngân, Nguyễn Thị Thu Hà, Nguyễn Thị Thảo, Trần Ánh Tuyết, Nguyễn Hữu Toàn, Nguyễn Thị Tuyết Dung, Vũ Thị Ngọc Hà,...

## Du lịch

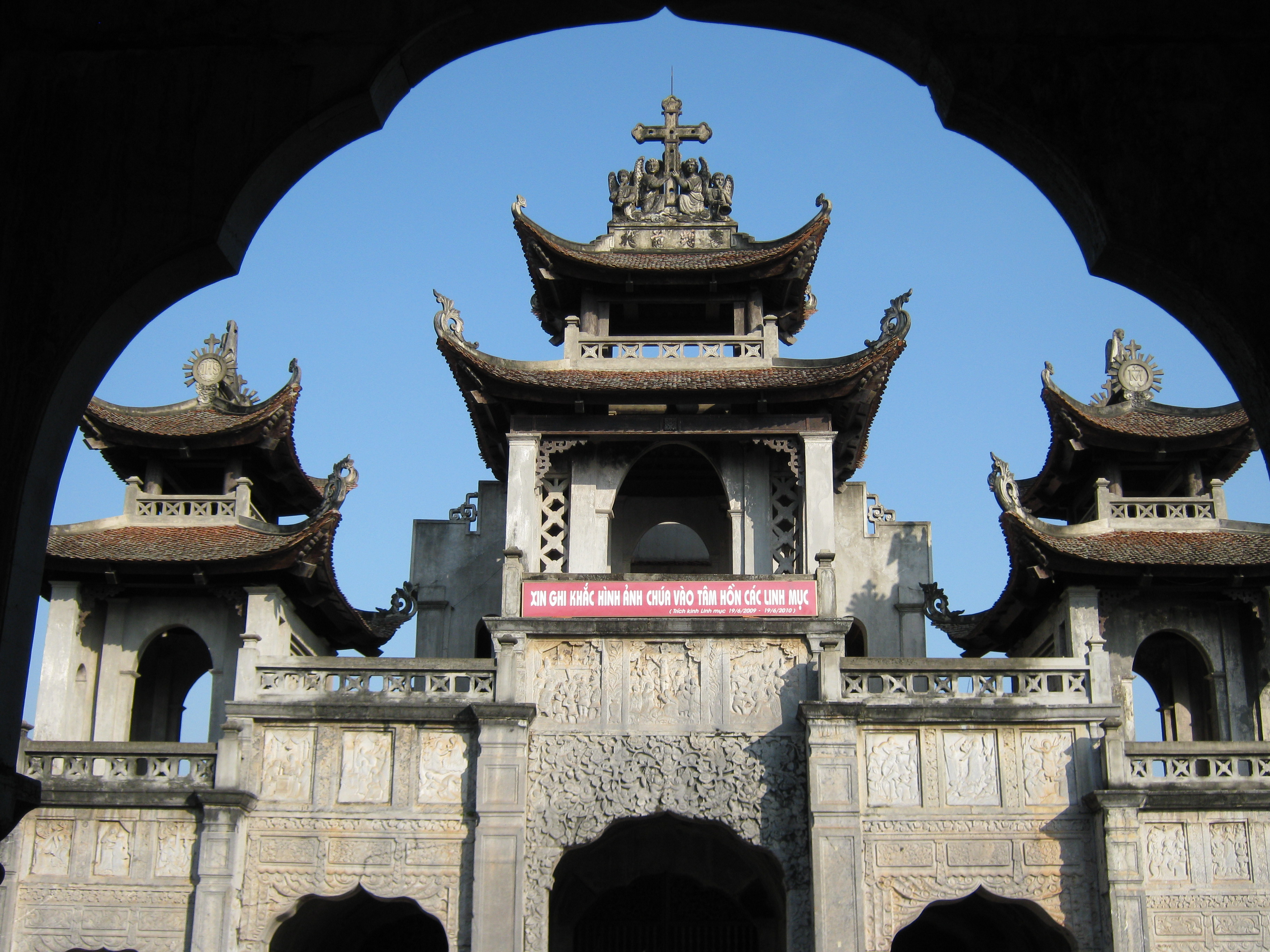
Kiến trúc đá đặc trưng ở nhà thờ Phát Diệm

Quy hoạch du lịch Việt Nam đến năm 2030 xác định Ninh Bình là một trung tâm du lịch với 3 khu du lịch quốc gia là quần thể di sản thế giới Tràng An, Khu du lịch Kênh Gà – Vân Trình, Khu du lịch Tam Chúc và 2 trọng điểm du lịch vườn quốc gia Cúc Phương và khu bảo tồn thiên nhiên Vân Long. 
Ninh Bình có tiềm năng du lịch rất lớn, là nơi có tới 4 danh hiệu UNESCO trao cho quần thể di sản thế giới Tràng An, các di sản ca trù, tín ngưỡng thờ Mẫu Tam Phủ và Khu dự trữ sinh quyển châu thổ sông Hồng. Tỉnh có 8 di tích quốc gia đặc biệt gồm: Cố đô Hoa Lư, Đền Trần – Chùa Phổ Minh, Quần thể Tràng An – Tam Cốc – Bích Động, Chùa Đọi Sơn, Chùa Keo Hành Thiện, Đền Trần Thương, Đền Xám và Núi Non Nước. 
Nơi đây sở hữu nhiều danh lam, thắng cảnh và di tích lịch sử văn hoá nổi tiếng như:
- Cố đô Hoa Lư là kinh đô của nhà nước phong kiến tập quyền đầu tiên ở Việt Nam, hiện còn nhiều di tích cung điện, đền, chùa, lăng mộ... liên quan đến các triều đại Đinh, Tiền Lê và Lý.
- Đền Trần là khu nơi thờ các vị vua đời Trần. Lễ Khai Ấn hàng năm rất nhiều du khách các nơi hành hương.
- Chùa Tam Chúc, chùa Bái Đính là những quần thể chùa với quy mô lớn nhất thế giới, sở hữu nhiều kỷ lục nhất Việt Nam, đã hình thành lên trục du lịch tâm linh lớn nhất Việt Nam.
- Quần thể danh thắng Tràng An với hệ thống các hang động, thung nước, rừng cây và các di tích lịch sử gắn với kinh thành xưa của cố đô Hoa Lư. Nơi đây có 3 vùng lõi đã được xếp hạng di tích quốc gia đặc biệt và được Unesco công nhận là di sản thế giới.
- Khu du lịch Tam Cốc - Bích Động đã được tặng chữ: "Nam thiên đệ nhị động" hay "vịnh Hạ Long trên cạn" cũng được công nhận di tích thắng cảnh hạng đặc biệt với các điểm du lịch như: Tam Cốc, đền Thái Vi, chùa Bích Động, động Tiên, hang Bụt, thung Nắng, thung Nham, vườn chim,...
- Vườn quốc gia Cúc Phương với diện tích rừng nguyên sinh khoảng 22.000 ha, là rừng quốc gia đầu tiên của Việt Nam. Nơi đây có nhiều động thực vật quý hiếm, có cây chò ngàn năm tuổi, có động Người Xưa.
- Vườn quốc gia Xuân Thủy là khu đất ngập nước với nhiều loài động thực vật hoang dã và các loài chim di cư quý hiếm.
- Khu bảo tồn thiên nhiên Vân Long là khu bảo tồn thiên nhiên ngập nước lớn nhất đồng bằng Bắc Bộ, đã được công nhận là Khu Ramsar của Thế giới. Tại đây có suối nước nóng Kênh Gà (xã Gia Viễn), động Vân Trình (huyện Nho Quan), Kẽm Trống (xã Thanh Lâm) và nhiều núi hang đẹp khác.
- Công viên động vật hoang dã quốc gia Việt Nam là nơi bảo tồn và phát triển nguồn gen các loài động vật quý hiếm với khoảng 3.000 cá thể thuộc 250 loài, cung cấp dịch vụ du lịch, vui chơi giải trí.
- Vùng ven biển Giao Thủy, Nghĩa Hưng, Kim Sơn với các đảo cồn Lu, cồn Lặc, cồn Xanh, cồn Mờ, Cồn Nổi với những giá trị kiến tạo địa chất và đa dạng sinh học nổi bật toàn cầu được UNESCO công nhận là khu dự trữ sinh quyển thế giới châu thổ sông Hồng.
- Với bờ biển dài 92 km, Ninh Bình sở hữu nhiều biển đẹp đã khai thác dịch vụ du lịch tắm biển như: Quất Lâm, Đông Hà, Xương Điền, Hải Thịnh, Rạng Đông, Cồn Nổi,...
- Phủ Dầy thờ Thánh Mẫu Liễu Hạnh, là di tích trung tâm của Tín ngưỡng thờ Mẫu Việt Nam.
- Nhà thờ Phát Diệm là công trình kiến trúc tôn giáo kết hợp hài hòa giữa kiến trúc phương Đông và phương Tây. Là một công trình kiến trúc đá độc đáo.
- Chùa Cổ Lễ nơi thiền sư Nguyễn Minh Không trụ trì (cùng với các thiền sư Từ Đạo Hạnh và Giác Hải là Nam thiền tam tổ).
- Quần thể di tích đền Lăng gồm Đền Thượng, Đền Trung, Đền Hạ và Đền Tam Thiên Nhân thuộc thôn Cõi xã Liêm Cần, Thanh Liêm là vua Đinh Tiên Hoàng và 3 vua nhà Tiền Lê (Lê Đại Hành, Lê Trung Tông, Lê Long Đĩnh) trên vùng đất quê hương của Vua Lê Hoàn.
- Các điểm du lịch tiêu biểu khác: động Thiên Hà, sông Hoàng Long, núi Kỳ Lân, Đền Trúc-Ngũ Động Sơn, chiến khu Quỳnh Lưu, Phòng tuyến Tam Điệp, Phố cổ Thành Nam, hồ Đồng Thái, hồ Đồng Chương, hồ Yên Quang, hồ Yên Thắng - sân golf Hoàng Gia, Kẽm Trống,...

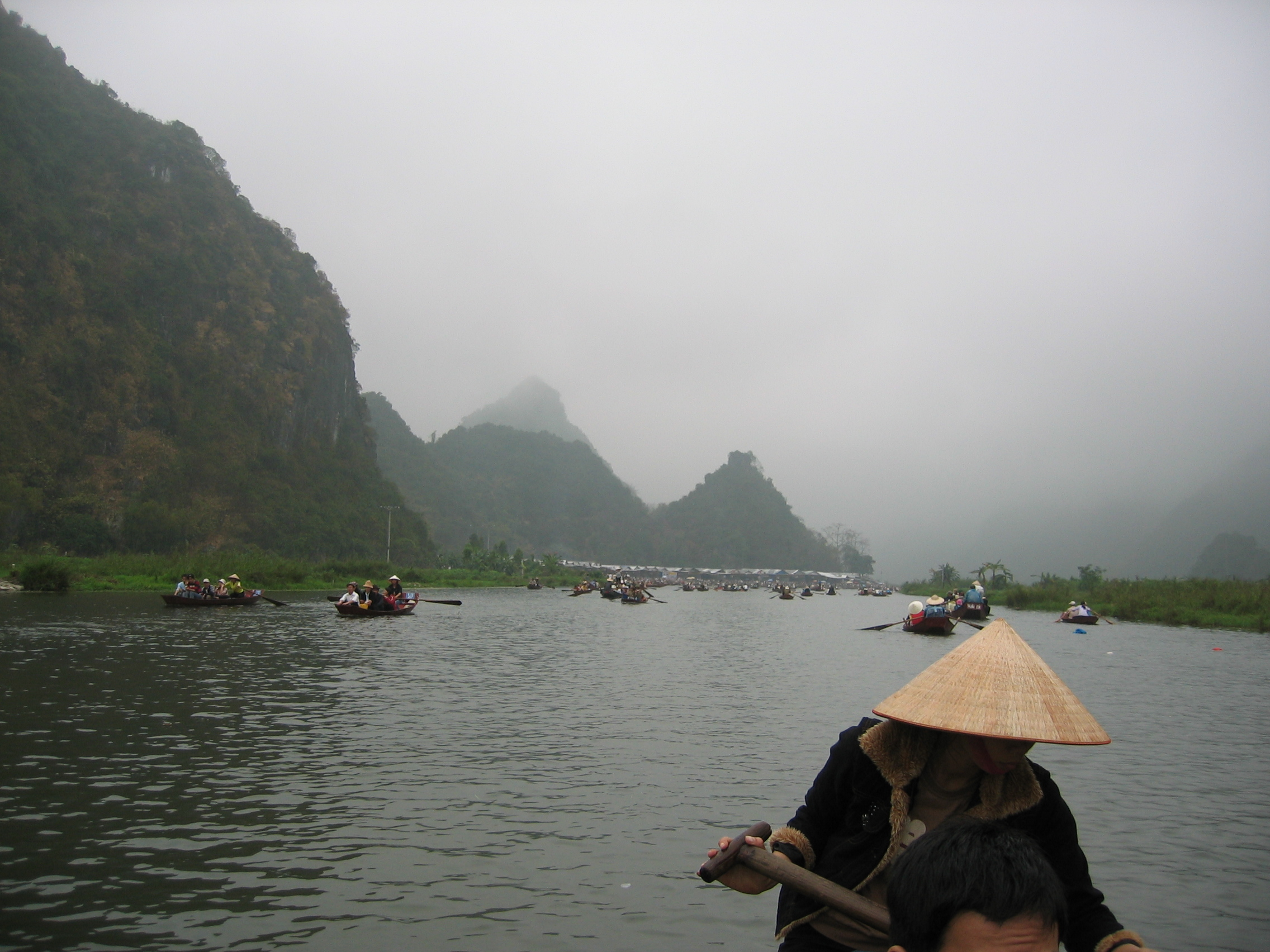
Tam Cốc
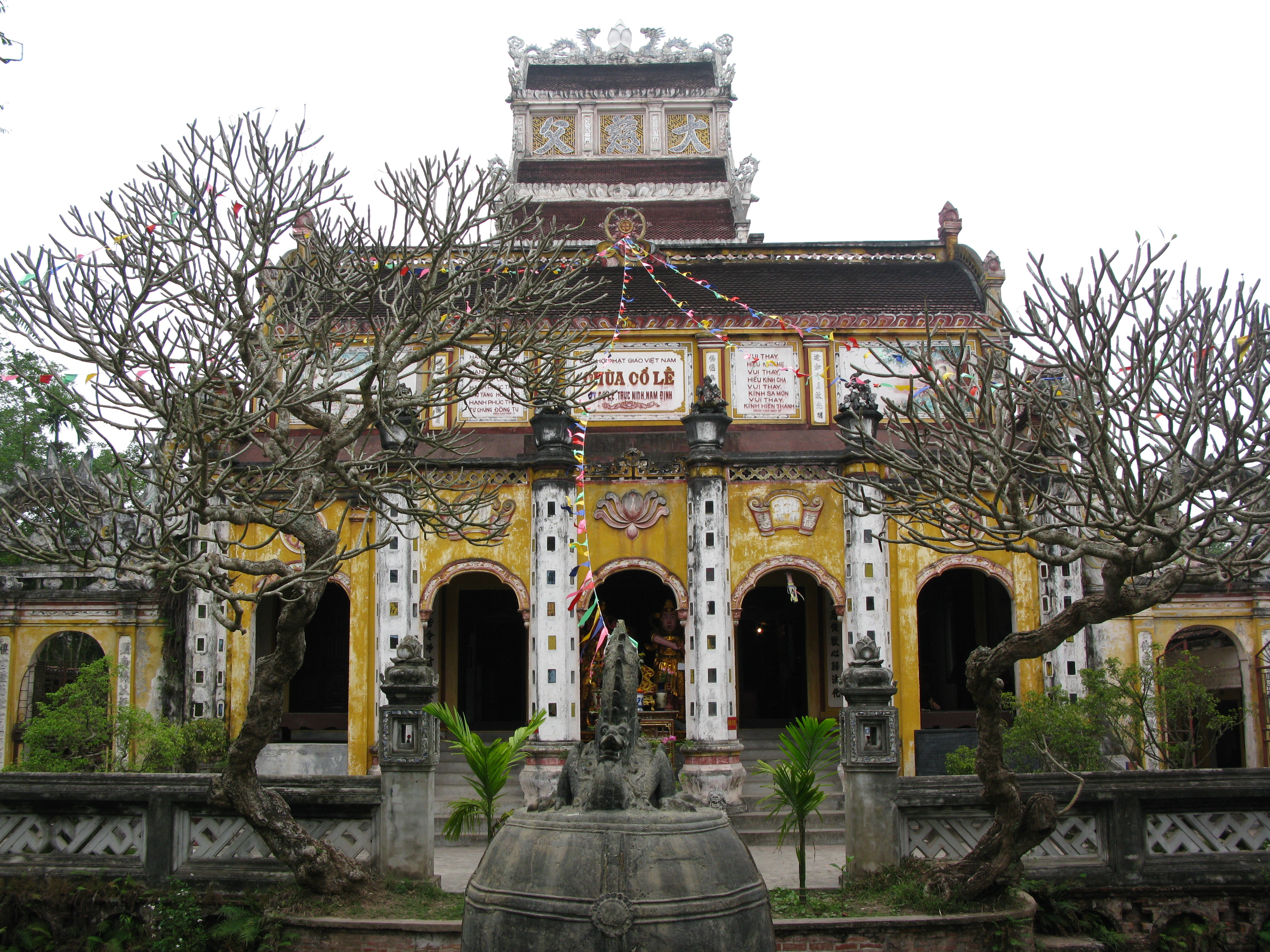
Chùa Cổ Lễ
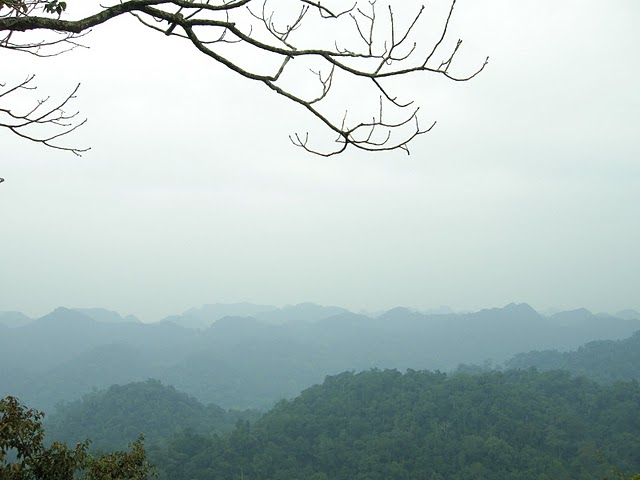
Rừng đại ngàn Cúc Phương
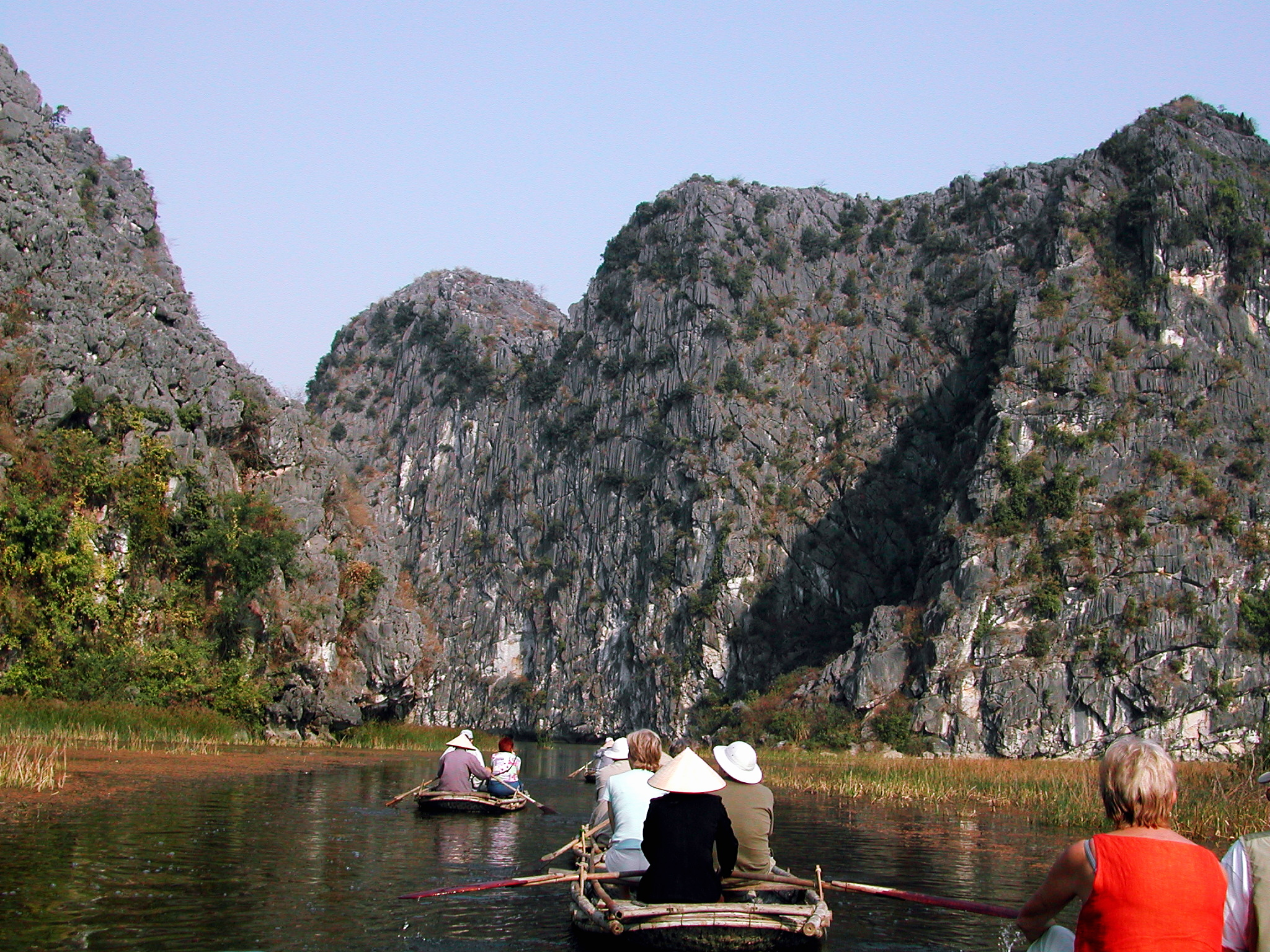
Hang động Tràng An
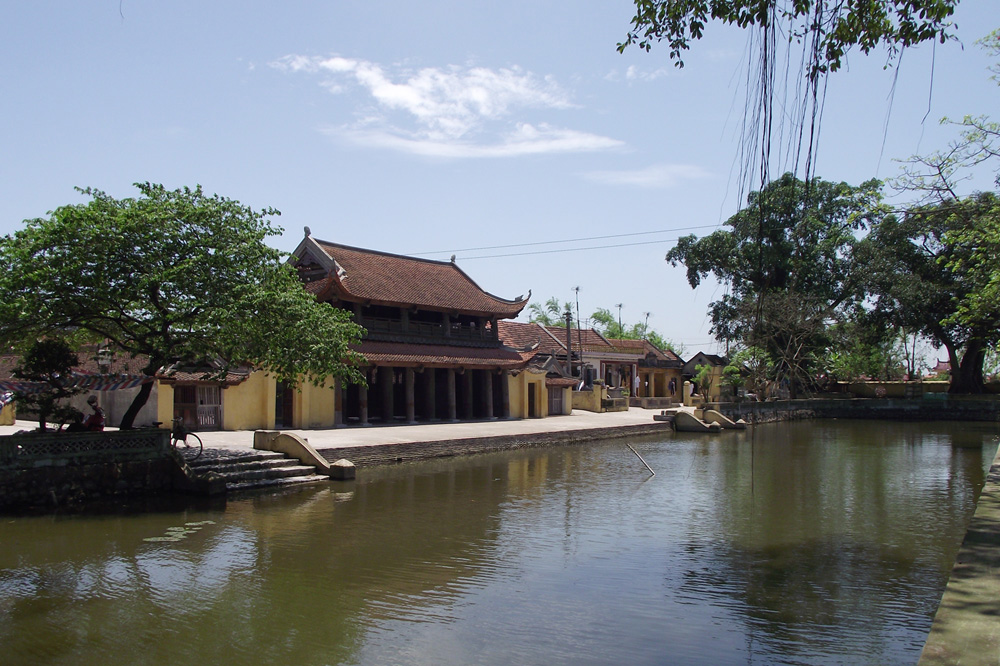
Chùa Keo Hành Thiện
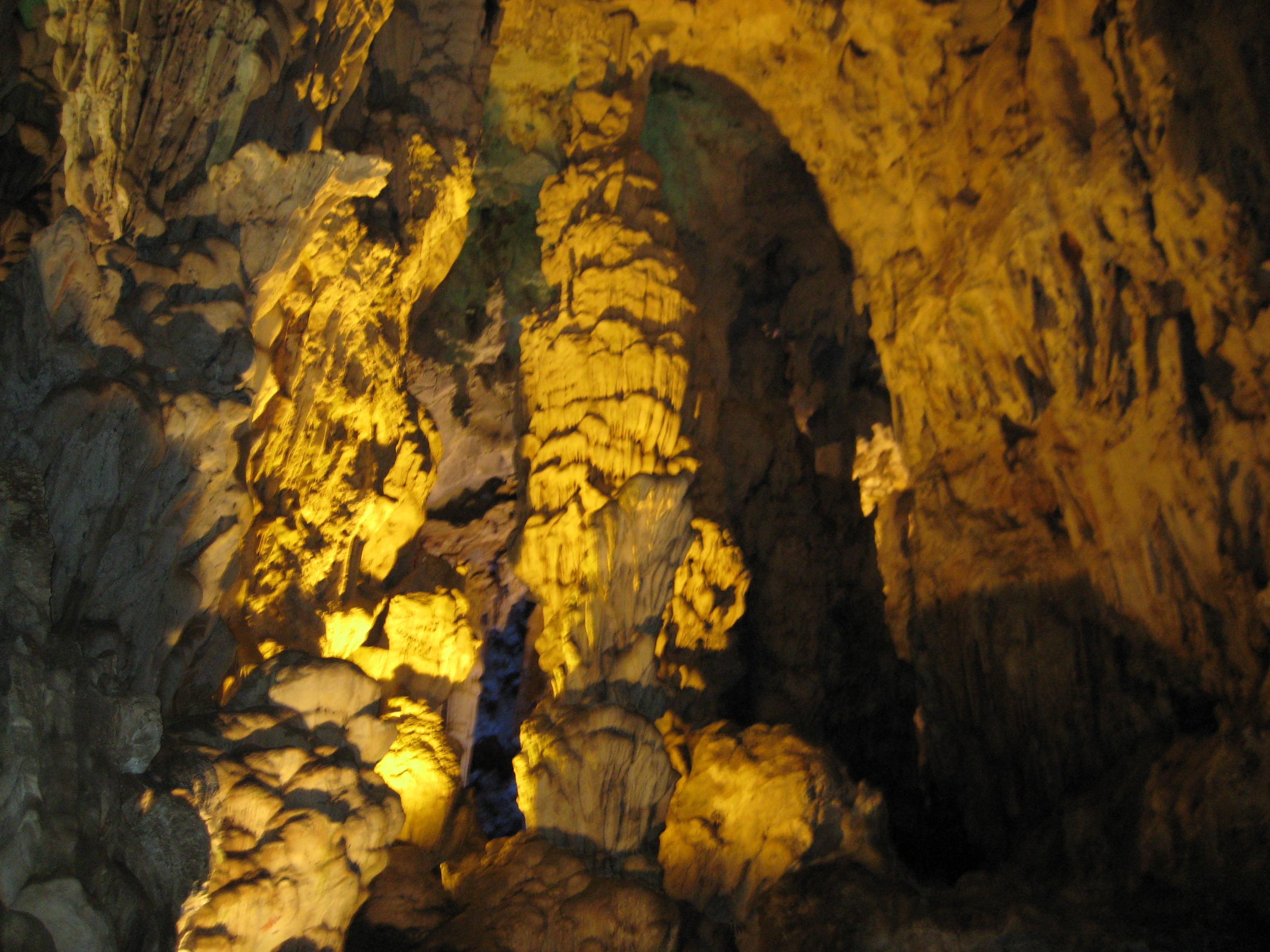
động Vân Trình
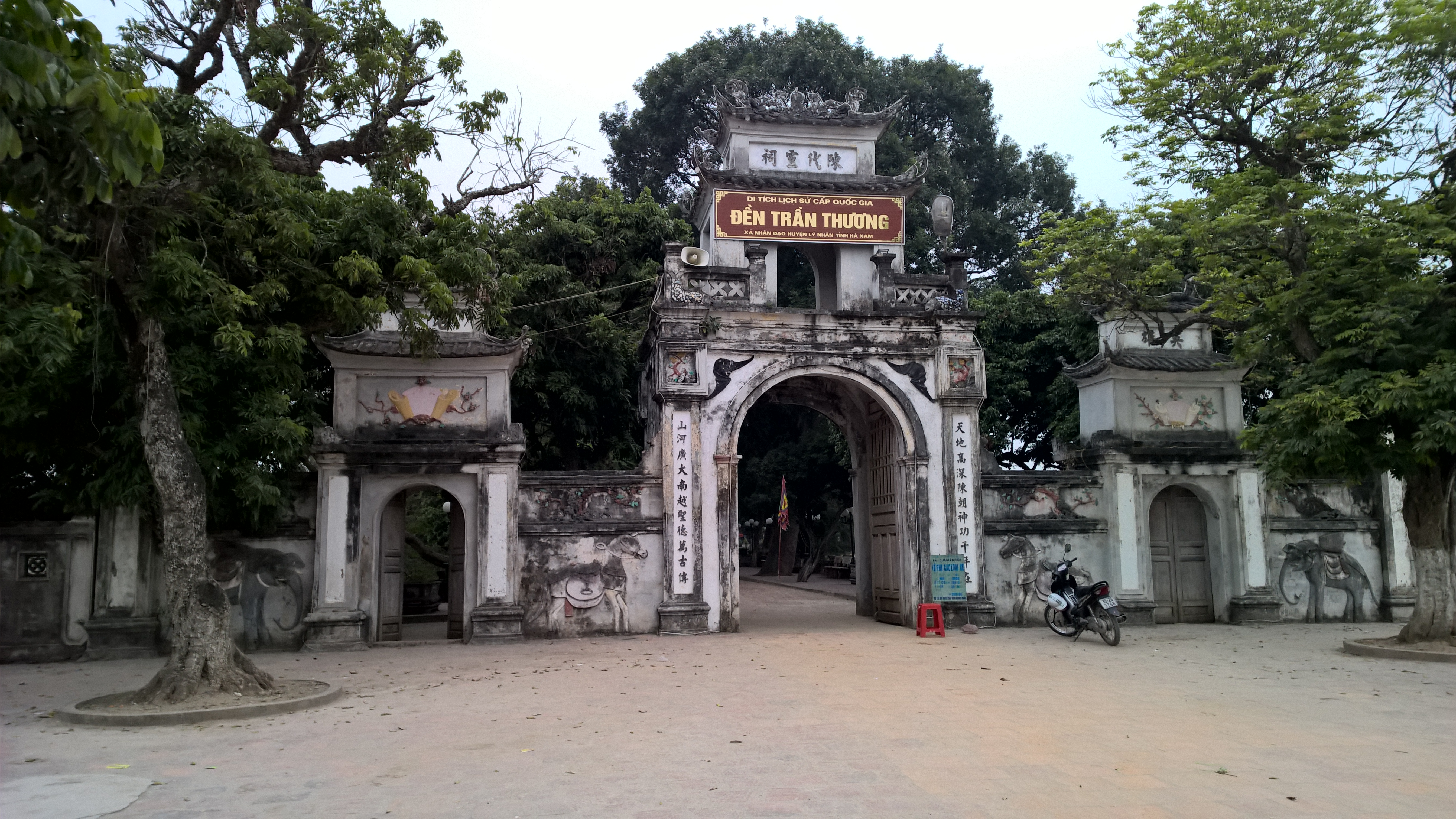
Đền Trần Thương
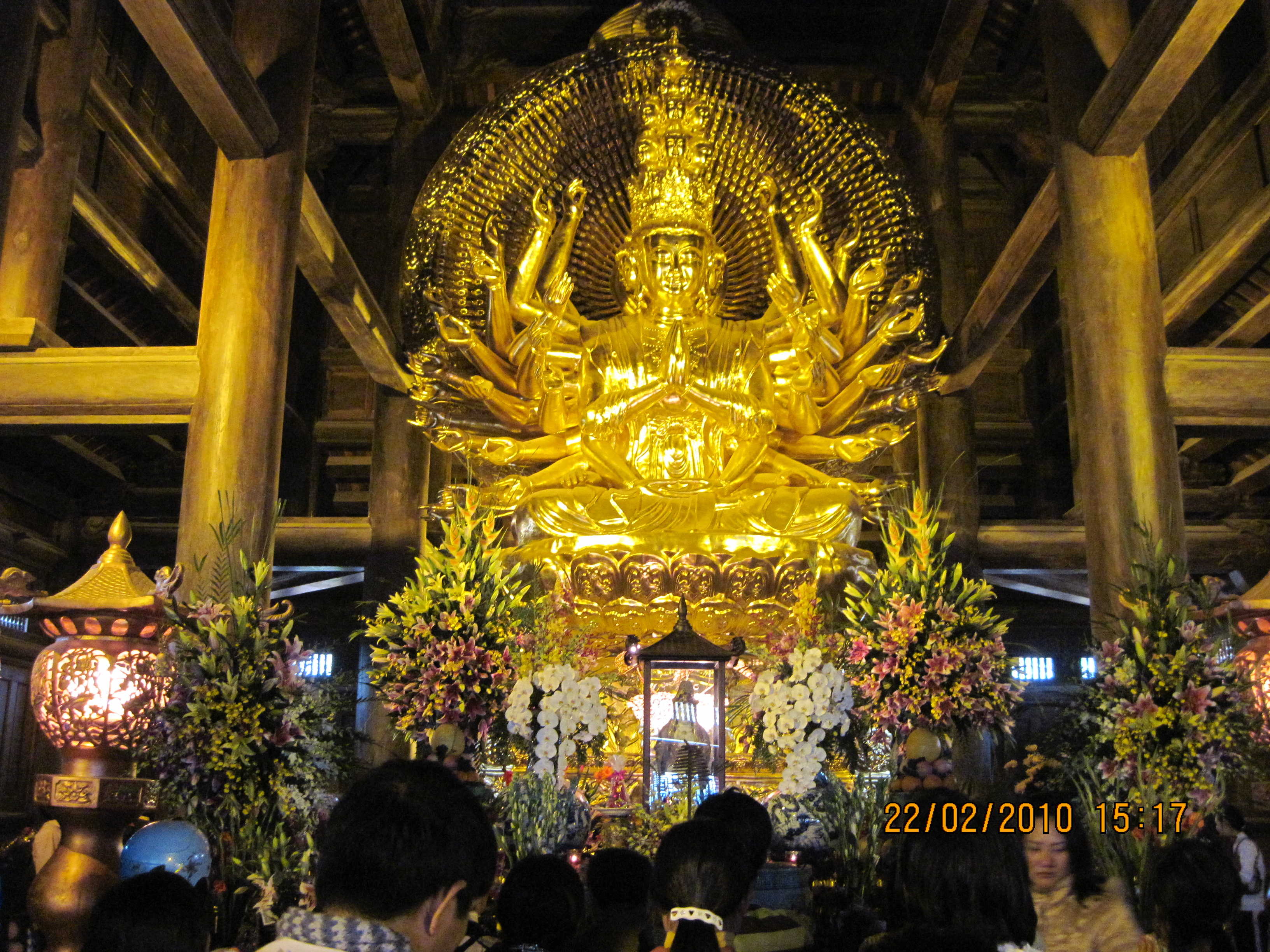
Chùa Bái Đính

## Giao thông

### Đường bộ

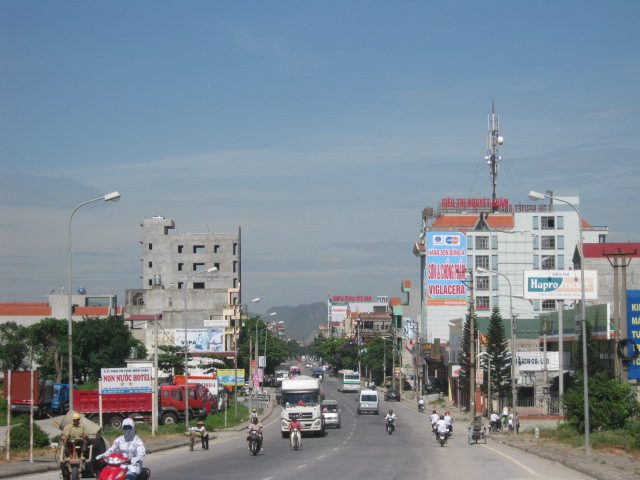
Quốc lộ 10 vào thành phố Ninh Bình năm 2011

- Quốc lộ 1 xuyên Việt từ Đồng Văn qua trung tâm tỉnh tới Dốc Xây dài 70 km;
- Quốc lộ 10 nối từ Quảng Ninh qua các tỉnh duyên hải Bắc bộ tới Thanh Hóa đoạn qua Ninh Bình dài 74 km.
- Quốc lộ 12B nối từ vùng biển Kim Sơn, qua Yên Mô gặp Quốc lộ 1 tại thành phố Tam Điệp qua Nho Quan tới các tỉnh vùng Tây Bắc dài 78 km;
- Quốc lộ 21A từ Phủ Lý đi Nam Định, Thịnh Long với chiều dài 117 km;
- Quốc lộ 21B (nối Hà Đông - Hà Nam - Nam Định - Ninh Bình) từ đê hữu Đáy xã Quang Thiện, Kim Sơn qua Yên Mô đến Tam Điệp dài 140 km.
- Quốc lộ 21C nối đường vành đai 3 Hà Nội tại Hoàng Mai đến nút giao cao tốc Bắc Nam, Mai Sơn Yên Mô, trùng với đường Mỹ Đình - Ba Sao - Bái Đính dài 40 km;
- Quốc lộ 35 là tuyến đường nối cảng Ninh Phúc tới Quốc lộ 1 dài 6 km và là tuyến quốc lộ ngắn nhất Việt Nam.
- Quốc lộ 37B Ngô Đồng - Yên Định - Liễu Đề - Gôi dài 56 km;
- Quốc lộ 37C nối từ đường Hồ Chí Minh tại Hưng Thi (Lạc Thủy) qua Nho Quan, Gia Viễn vượt sông Đáy tại Gián Khẩu kết nối với quốc lộ 37B tại Ninh Cường, Ý Yên dài 53 km;
- Quốc lộ 38: hướng từ cầu Yên Lệnh – Đồng Văn – Duy Tiên đi Chùa Hương với chiều dài 25 km;
- Quốc lộ 38B nối Nho Quan, Hoa Lư tới Nam Định, cầu Yên Lệnh tới Hải Dương dài 104 km;
- Quốc lộ 45 nối Nho Quan với Thanh Hóa dài 19 km.
- Đường ven biển Việt Nam đi qua dài 75 km.
- Đường Đông - Tây Ninh Bình dài 65 km nối từ miền núi rừng Cúc Phương tới vùng biển Cồn Nổi Kim Sơn.
- Đường nối cao tốc Cầu Giẽ – Ninh Bình với cao tốc Hà Nội – Hải Phòng từ nút giao Liêm Tuyền (thành phố Phủ Lý) đến đường 5B mới.

### Đường cao tốc
Ninh Bình cũng là địa bàn có 5 đường cao tốc là:
- Đường cao tốc Cầu Giẽ – Ninh Bình,
- Đường cao tốc Mai Sơn – Quốc lộ 45,
- đường cao tốc Ninh Bình – Hải Phòng,
- Đường vành đai 5 (Hà Nội),
- Đường cao tốc Phủ Lý - Nam Định.

### Đường sắt
Về giao thông đường sắt Ninh Bình có trục đô thị Phủ Lý - Nam Định - Hoa Lư - Tam Điệp nằm trên tuyến đường sắt Bắc-Nam với tổng số chiều dài hơn 90 km. Trên địa bàn tỉnh có 13 ga gồm: Đồng Văn, Phủ Lý, Bình Lục, Cầu Họ, Đặng Xá, Nam Định, Trình Xuyên, Núi Gôi, Cát Đằng, Ninh Bình, Cầu Yên, Ghềnh, Đồng Giao.

### Đường thủy
Theo Thông tư 15/2016/TT-BGTVT về quy định quản lý đường thủy thì trên địa bàn tỉnh có những tuyến đường thủy cấp quốc gia sau đây:
- sông Đáy là sông dài nhất chảy xuyên qua tỉnh với chiều dài 140 km
- sông Hồng chảy giữa ranh giới với tỉnh Hưng Yên, đoạn qua tỉnh dài 100 km
- sông Hoàng Long đoạn từ Cầu Nho Quan - Ngã ba Gián Khẩu dài 28 km
- sông Đào chảy từ Ngã ba Hưng Long tới Ngã ba Độc Bộ dài 33,5 km
- sông Ninh Cơ từ Ngã ba Mom Rô tới Chân cầu Châu Thịnh dài 47 km
- sông Vạc nối Ngã ba sông Vân - Ngã ba Kim Đài dài 28,5 km
- kênh Yên Mô nối Ngã ba Đức Hậu - Ngã ba Chính Đại dài 14 km
- sông Châu Giang nối từ Âu thuyền Phủ Lý - Âu thuyền Tắc Giang dài 27 km
- kênh Quần Liêu nối sông Đáy - sông Ninh Cơ dài 3,5 km.

Ngoài ra giao thông đường thủy Ninh Bình có hệ thống đường thủy nội tỉnh khác thuộc các sông như: Sông Càn, sông Vân, sông Bôi, sông Lạng, sông Can Bầu sông Bến Đang, sông Nông Giang, sông Nhuệ, sông Sắt, sông Chanh, sông Mỹ Đô, sông Châu Thành, sông Sò, sông Ninh Mỹ, sông Múc và sông Vọp... và các hồ lớn như hồ Đồng Thái, hồ Yên Quang, hồ Yên Thắng, hồ Thường Xung đem lại nguồn lợi đáng kể về tưới tiêu, giao thông và khai thác thủy sản.
Ninh Bình có cảng Ninh Phúc là cửa Khẩu quốc tế đường biển, là cảng sông đầu mối quốc gia. Các cảng khác như cảng Ninh Bình, cảng Ninh Phúc, cảng Cầu Yên, cảng Nam Định, cảng Nghĩa An, cảng Nam Trực, cảng Nghĩa Hưng, cảng Hoàng Vinh, cảng Thái Hà, cảng Gián Khẩu. Cảng K3 (nhà máy nhiệt điện Ninh Bình) cũng đã được nâng cấp là cảng chuyên dụng. Cảng sông Ninh Bình có thể đạt công suất 30 triệu tấn/năm, là khu vực giàu tiềm năng ở miền Bắc. Cảng Ninh Bình - Ninh Phúc, Cảng xăng dầu dầu khí Ninh Bình, cảng Long Sơn, Cảng đạm Ninh Bình, Cảng Vissai, cảng Phúc Lộc, cảng tổng hợp Kim Sơn là những cảng tiếp nhận tàu biển và phương tiện thủy quốc tế... Hệ thống đường thủy với tổng chiều dài gần 950 km.
17 cảng cạn trên cả nước Việt Nam thì Ninh Bình có 2 cảng là: Cảng cạn Tân cảng Hà Nam và Cảng cạn (ICD) Phúc Lộc - Ninh Bình.
Hệ thống Cảng biển Ninh Bình đã được xây dựng phục vụ phát triển kinh tế của tỉnh và khu vực. Cảng Hải Thịnh là cảng tổng hợp loại II, gồm khu bến Hải Thịnh và bến cảng chuyên dụng cho nhà máy nhiệt điện Nam Định với năng lực hàng hóa thông qua năm 2030 đạt khoảng 6,25 triệu tấn/năm. Ngoài ra Cảng Đua Fat Kim Sơn, cảng Cồn Nổi cũng được triển khai xây dựng.
Một số cầu có quy mô lớn như: cầu Ninh Bình, cầu Non Nước, cầu Gián Khẩu, cầu Bến Mới, cầu Nam Bình, cầu Trường Yên, cầu Thiên Trường, cầu vượt biển ra Cồn Nổi, Cầu Đò Quan, Cầu Tân Đệ, Cầu Tân Phong, Cầu Thịnh Long, Cầu Châu Giang, Cầu Đoan Vĩ, Cầu Hưng Hà, Cầu Thái Hà.

## Tỉnh kết nghĩa
-  Tỉnh Cà Mau, Việt Nam
-  Tỉnh Tuyên Quang, Việt Nam
-  Cố đô Luxor, Ai Cập
-  Tỉnh Oudomxay, Lào
-  Tỉnh Chungcheong Bắc, Hàn Quốc.